# Levent
Levent è una mahalle e una delle principali zone commerciali di Istanbul, Turchia, sul lato europeo della città. Si tratta di un quartiere del distretto di Beşiktaş che si trova a nord del Corno d'Oro, sulla sponda occidentale dello stretto di Bosforo.
Levent è in diretta concorrenza con il vicino quartiere di affari di Maslak. Qui si trovano grandi grattacieli posti ben nascosti dietro le colline del Bosforo per non disturbare l'atmosfera della storica penisola di Istanbul, che si trova ad una certa distanza.

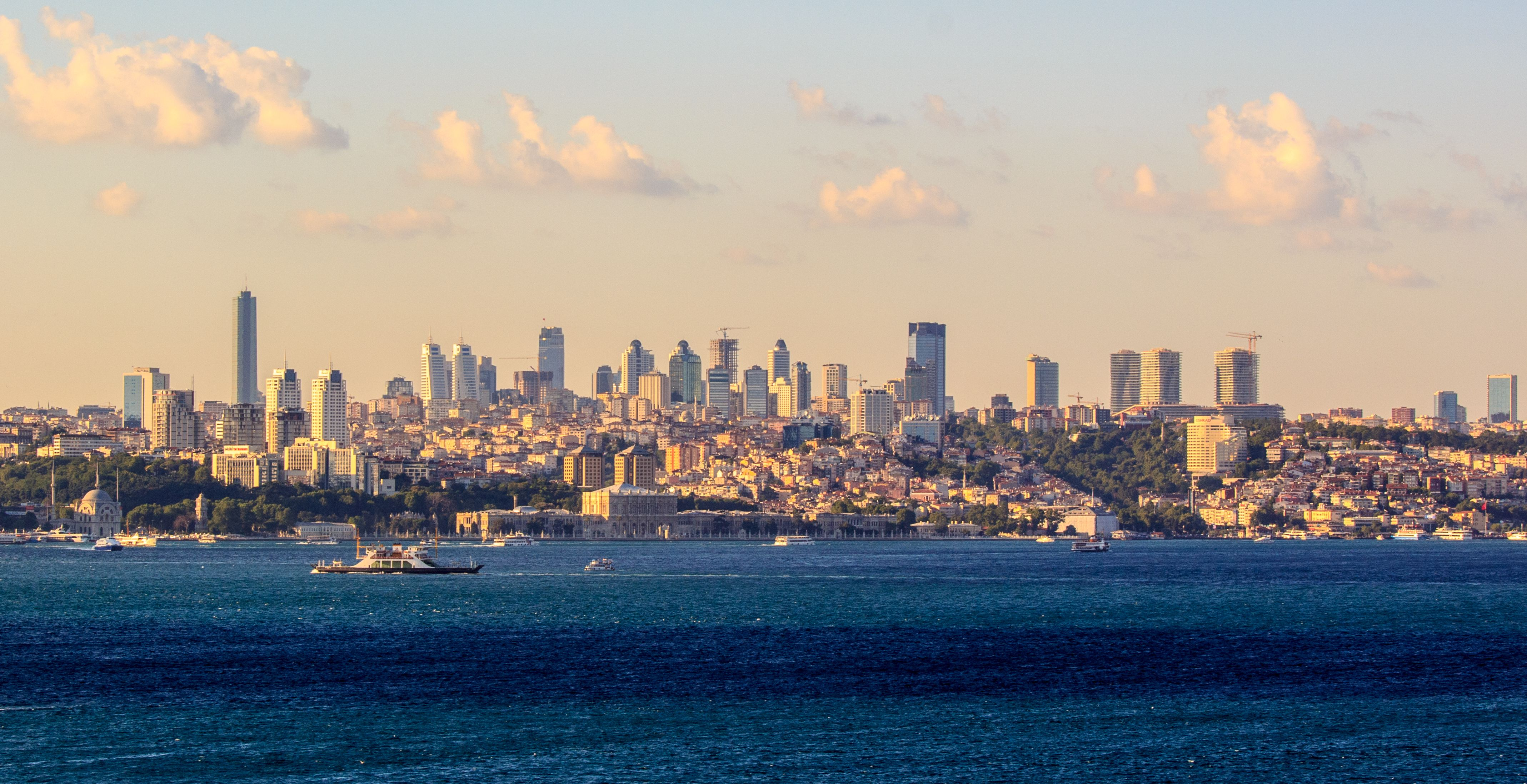
Veduta del quartiere finanziario Levent dallo stretto di Bosforo, Istanbul, nel 2012.

Levent ospita il quinto grattacielo più alto di Istanbul e della Turchia (era il più alto fra il 2010 e 2016), l'Istanbul Sapphire, che conta 54 piani sopra il livello di terra, con un'altezza strutturale (l'antenna inclusa) di 261 metri (238 metri al livello del tetto); dietro la Torre della Banca Centrale di Turchia (352 metri / 59 piani) presso il distretto Ataşehir nella parte asiatica della città; Metropol Istanbul Torre A (70 piani / 301 metri incluse le antenne gemelle sopra il suo tetto, 280 metri al livello del tetto) nel distretto Ataşehir; e Skyland Istanbul Torri 1 e 2 (2 x 284 metri / 65 piani) accanto allo stadio del Galatasaray SK nel quartiere Huzur presso il distretto Sarıyer, nella parte europea della città.
Le stazioni "Gayrettepe", "Levent" e "4. Levent" della metropolitana di Istanbul servono la zona commerciale di Levent.

## Galleria d'immagini

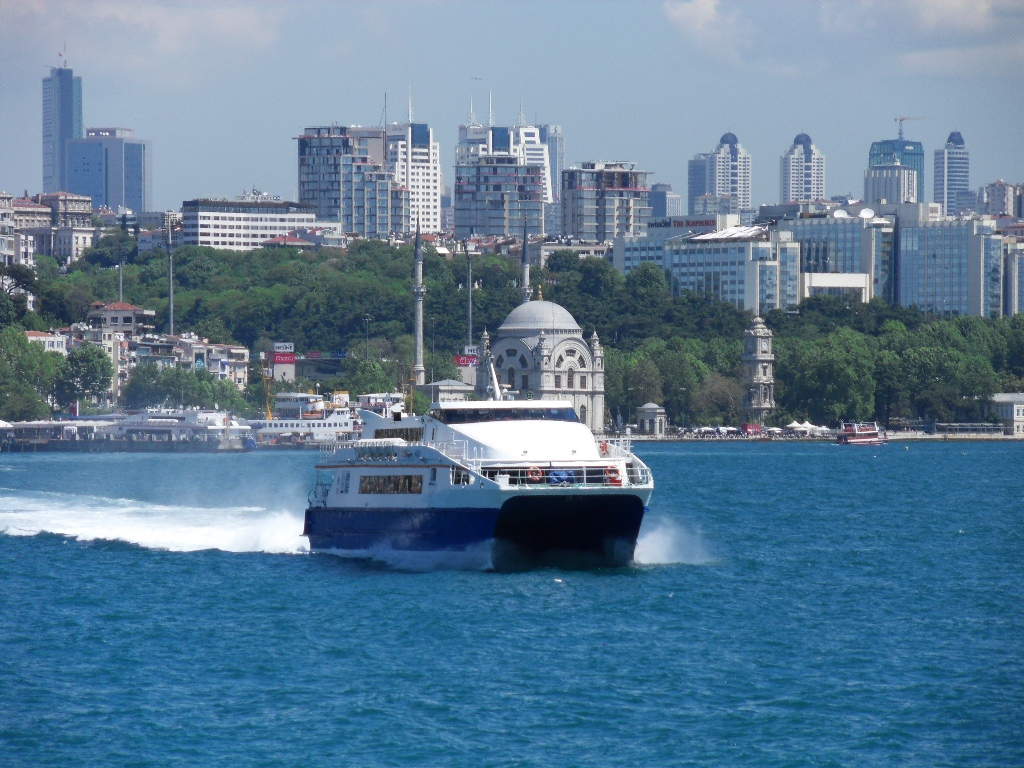
Veduta del quartiere finanziario Levent dal Bosforo, Istanbul.
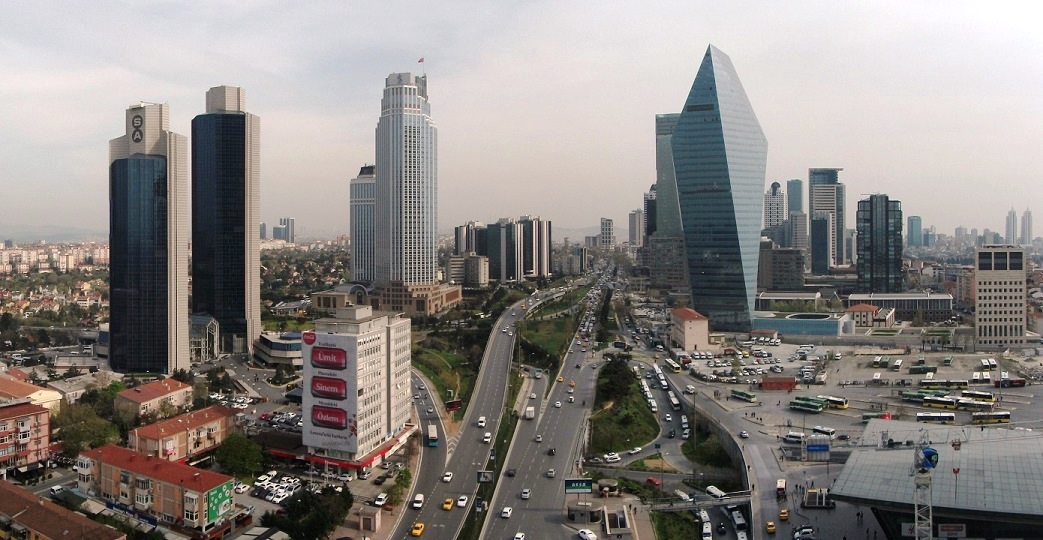
Levent, Istanbul.
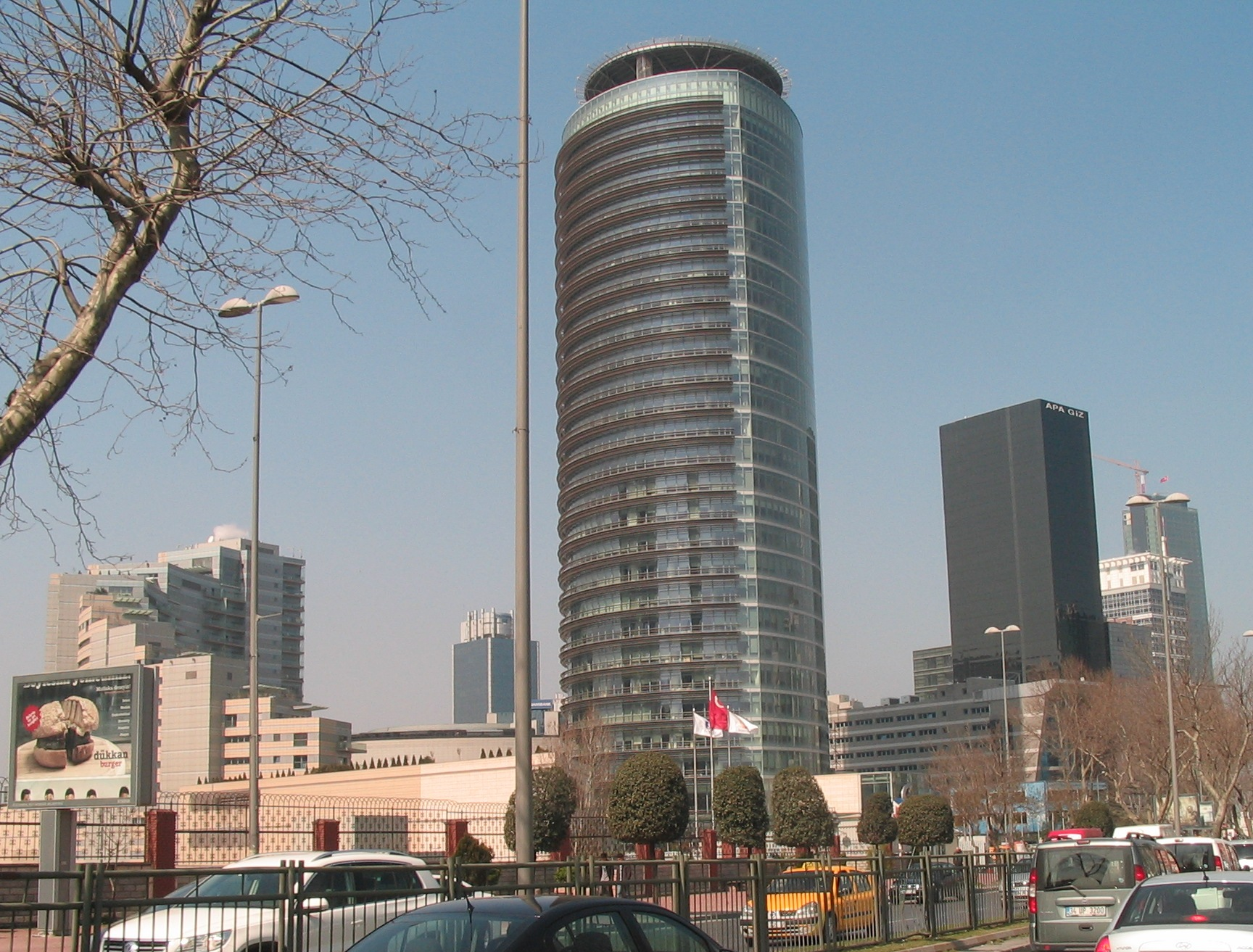
Centro commerciale Kanyon a Levent, Istanbul.
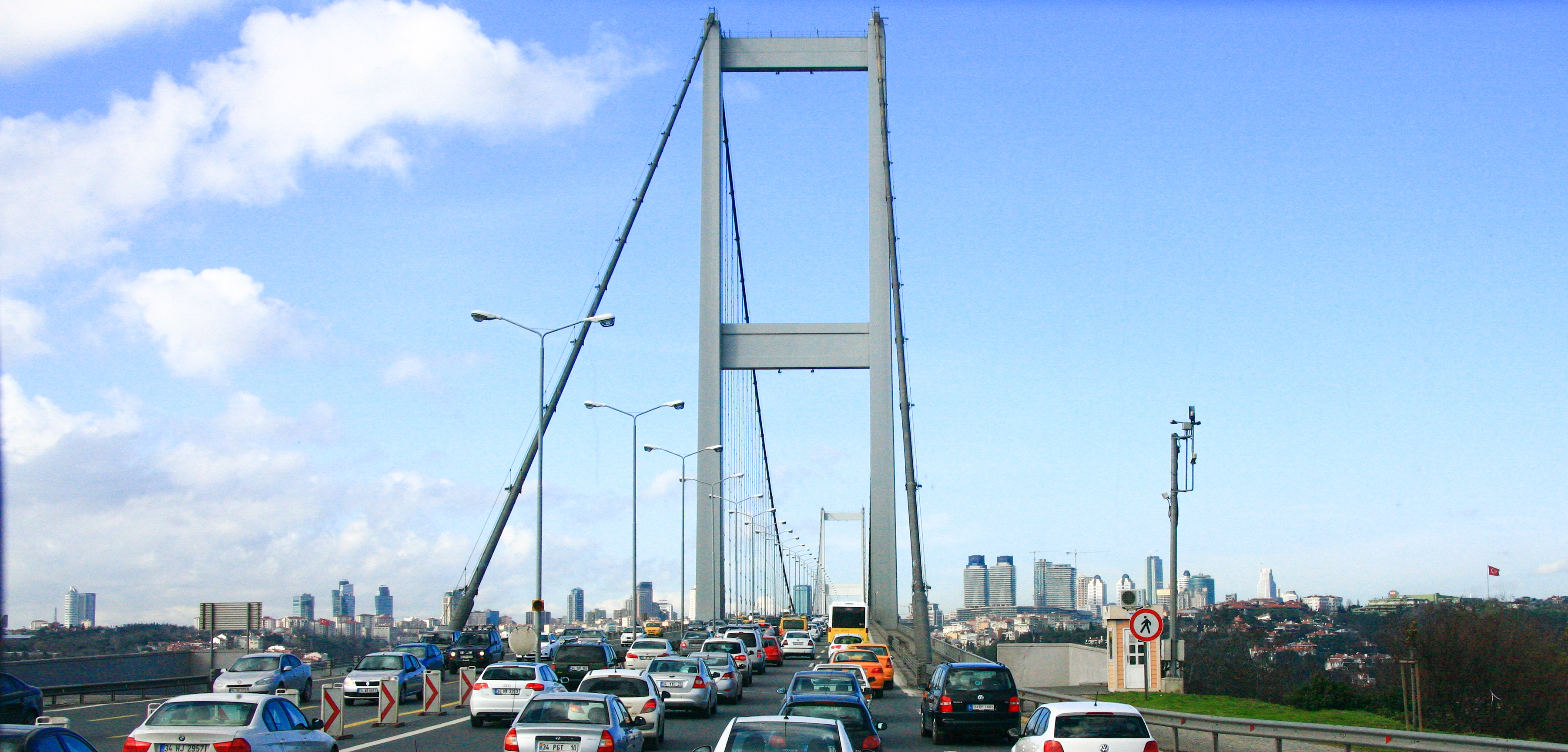
Veduta del quartiere finanziario Levent dal Ponte sul Bosforo a Istanbul.
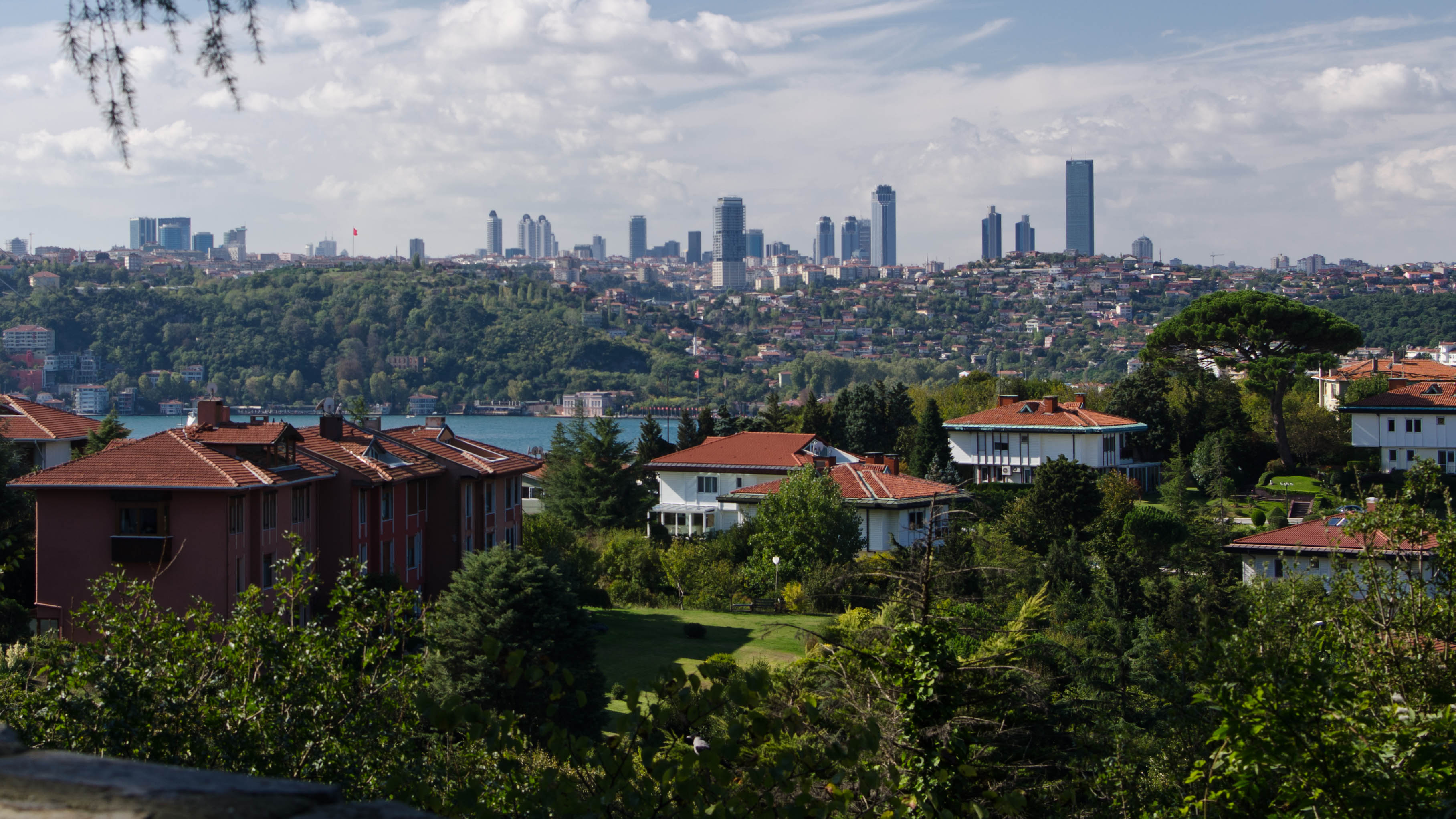
Veduta del quartiere finanziario Levent dalla sponda asiatica del Bosforo a Istanbul.
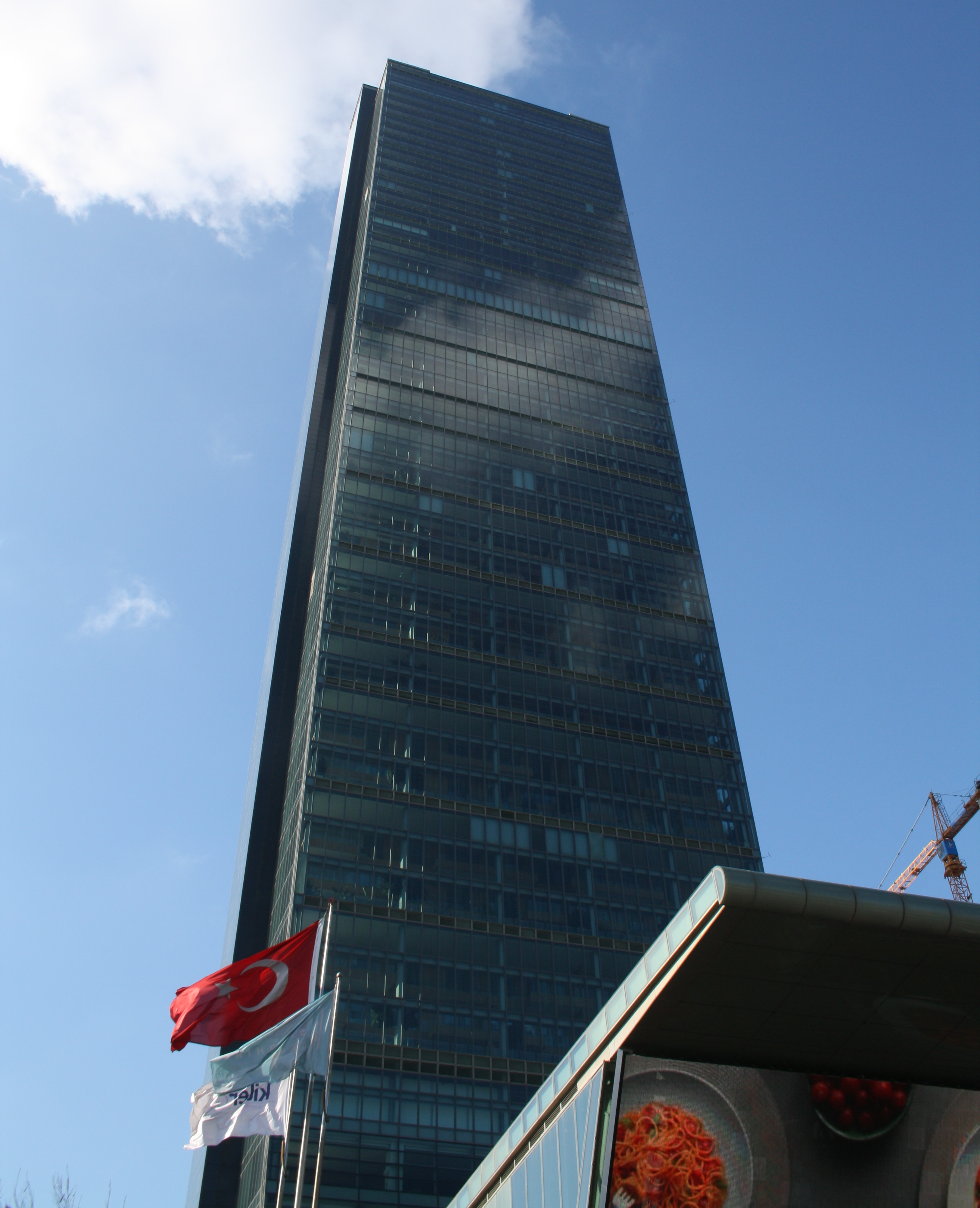
Il grattacielo Istanbul Sapphire a Levent, Istanbul.
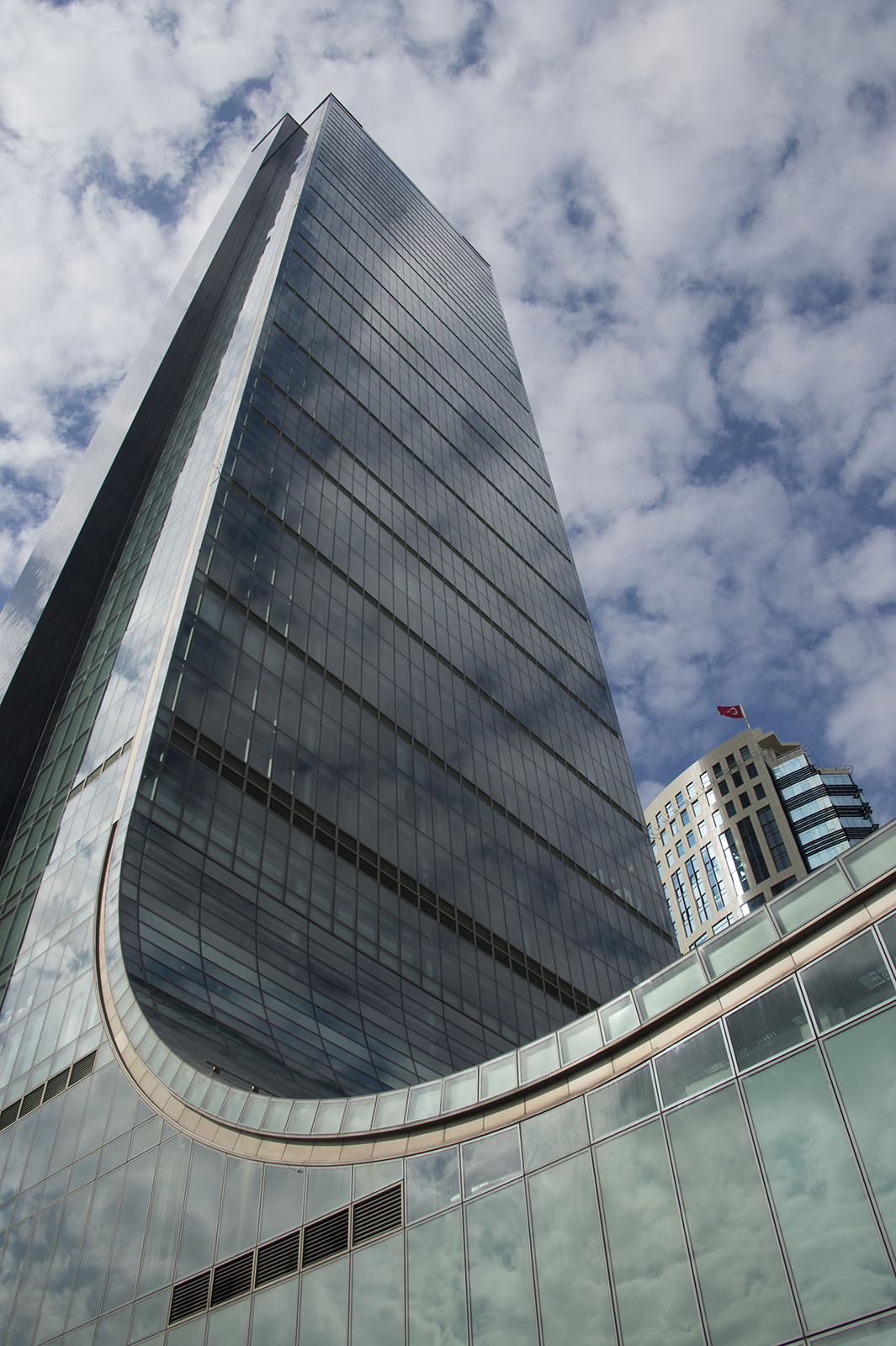
Il grattacielo Istanbul Sapphire a Levent, Istanbul.
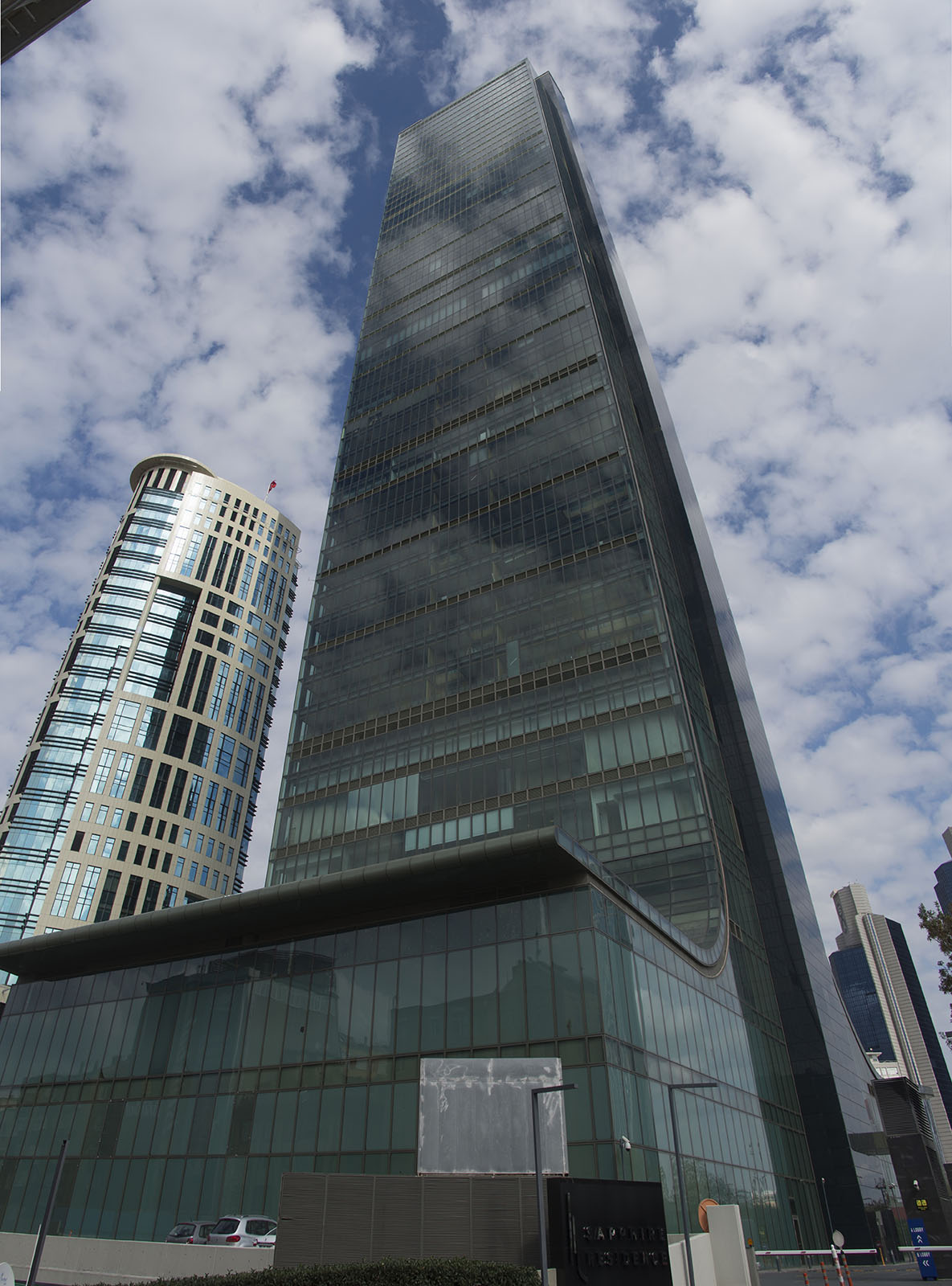
Şekerbank Tower e Istanbul Sapphire a Levent, Istanbul.
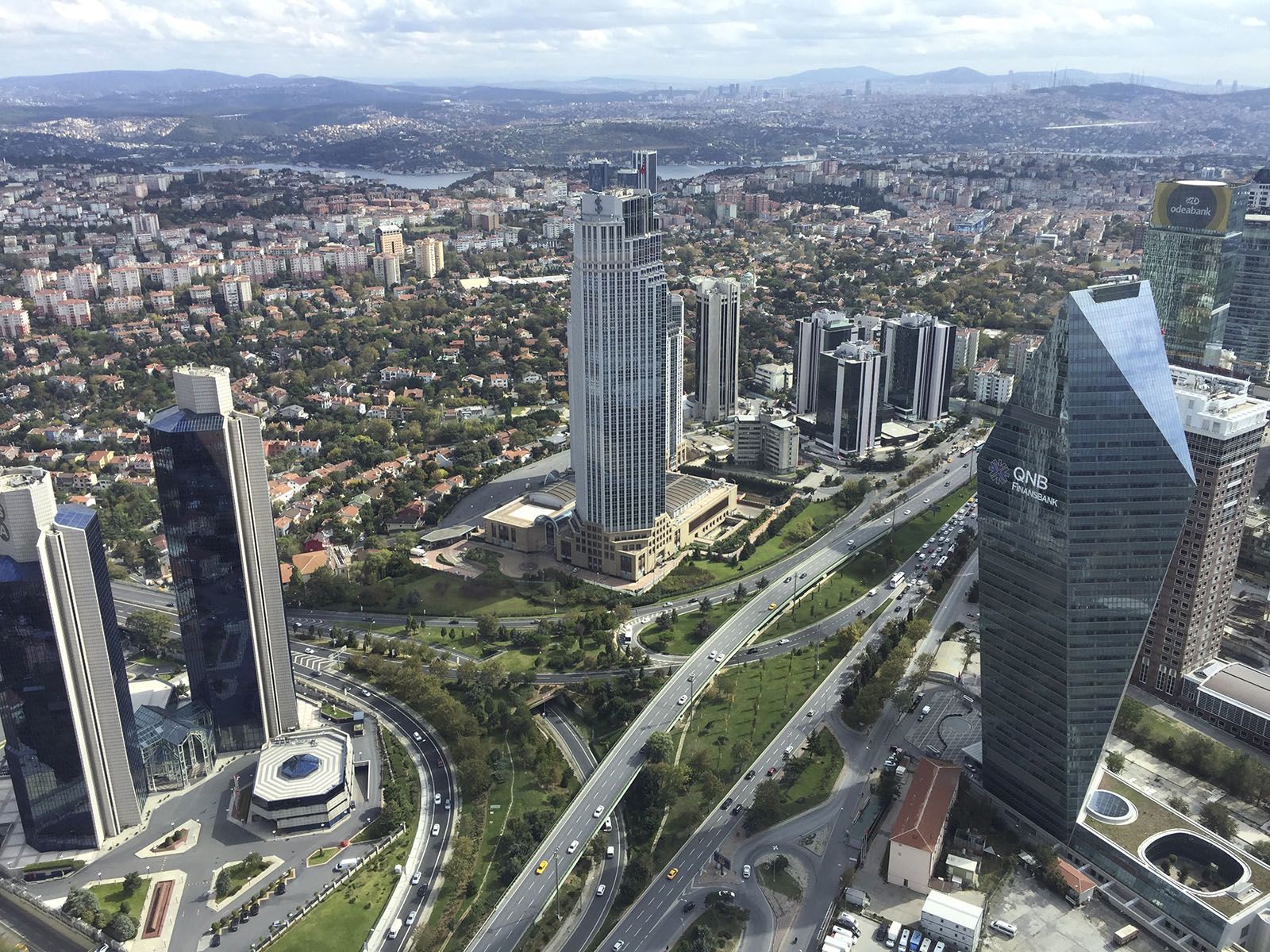
I grattacieli di Akbank (Sabancı Center), Türkiye İş Bankası e QNB Finansbank a Levent, Istanbul.
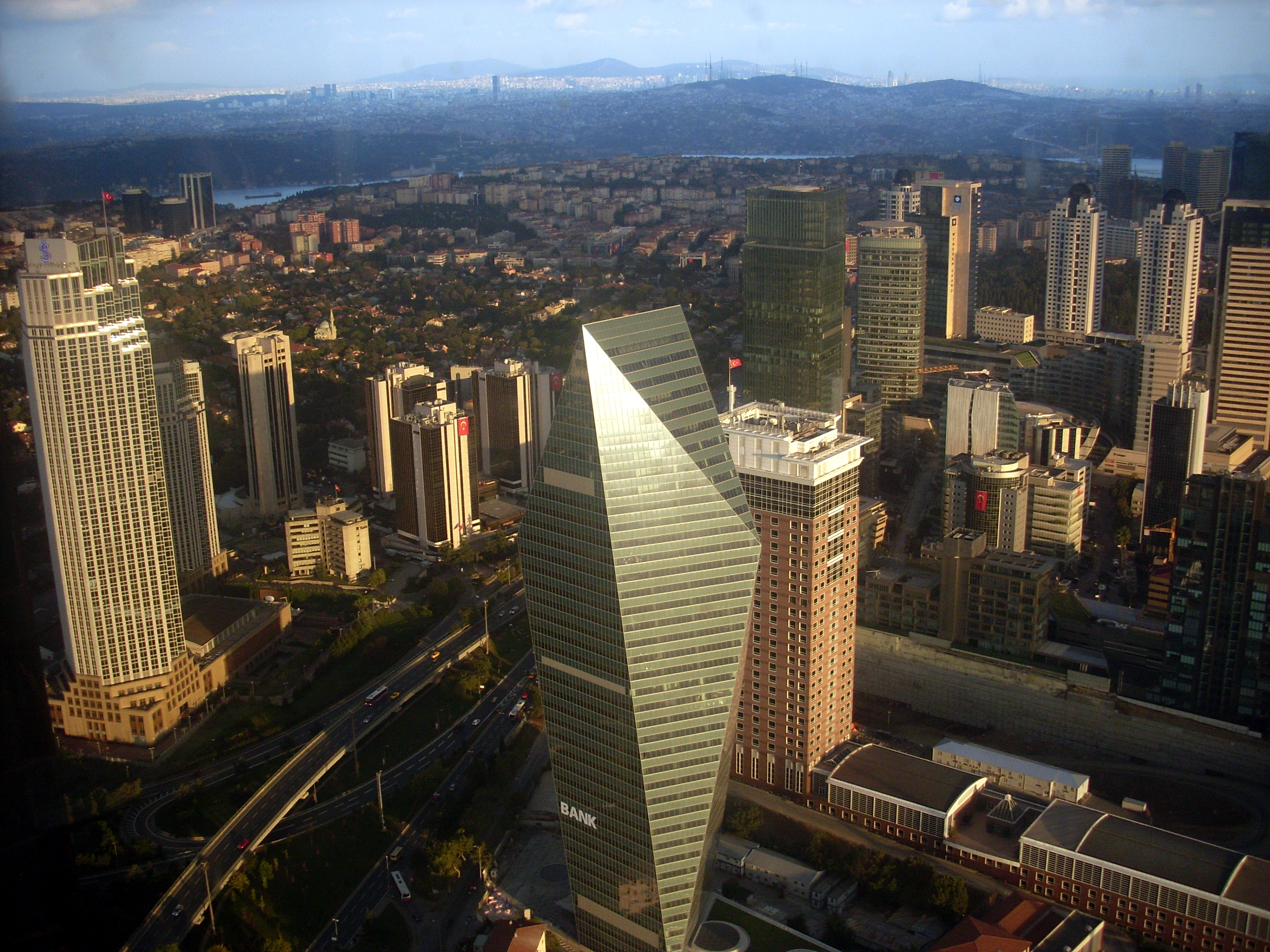
Il grattacielo QNB Finansbank (Soyak Crystal Tower) a Levent, Istanbul.
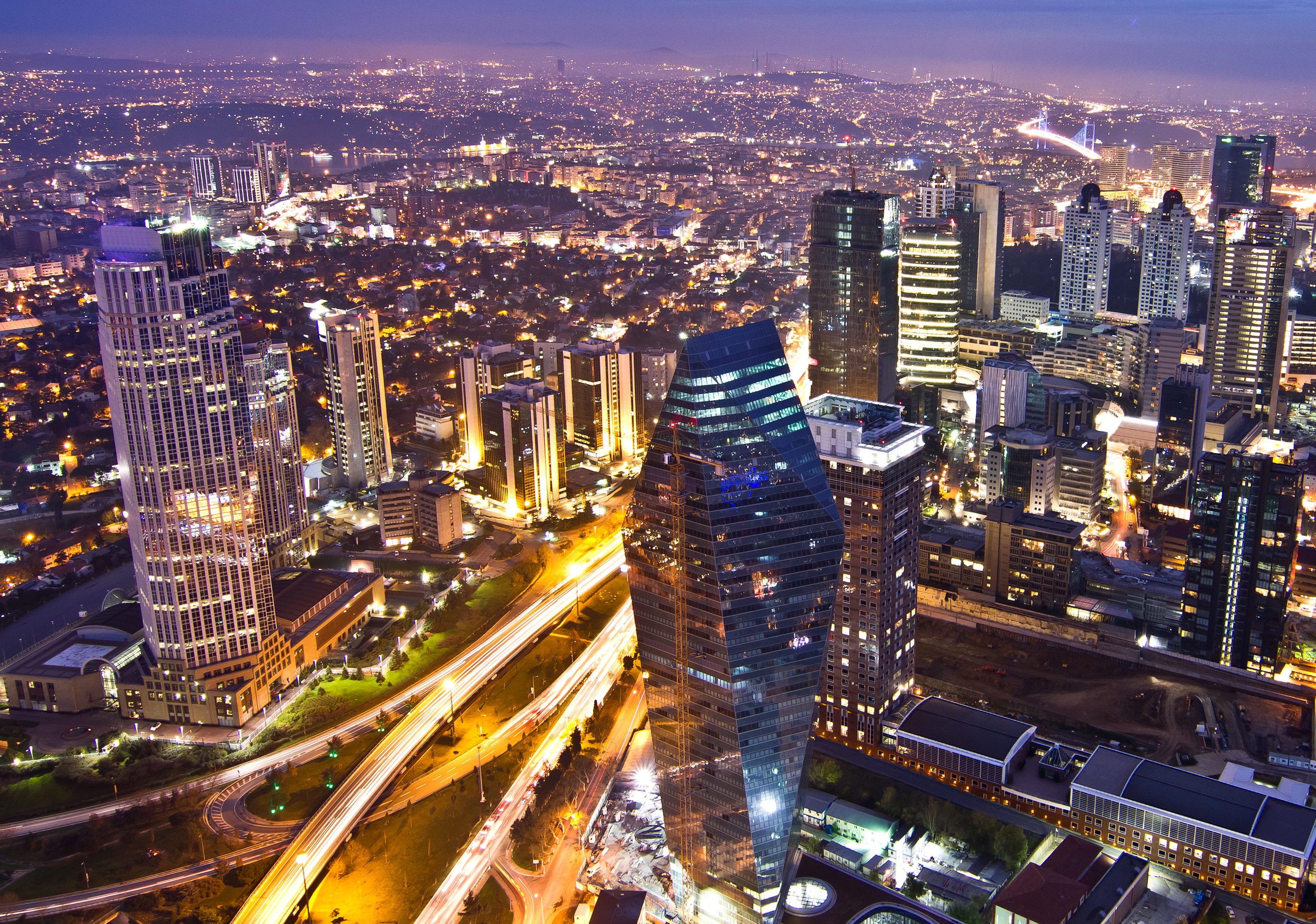
Il grattacielo QNB Finansbank (Soyak Crystal Tower) a Levent, Istanbul.
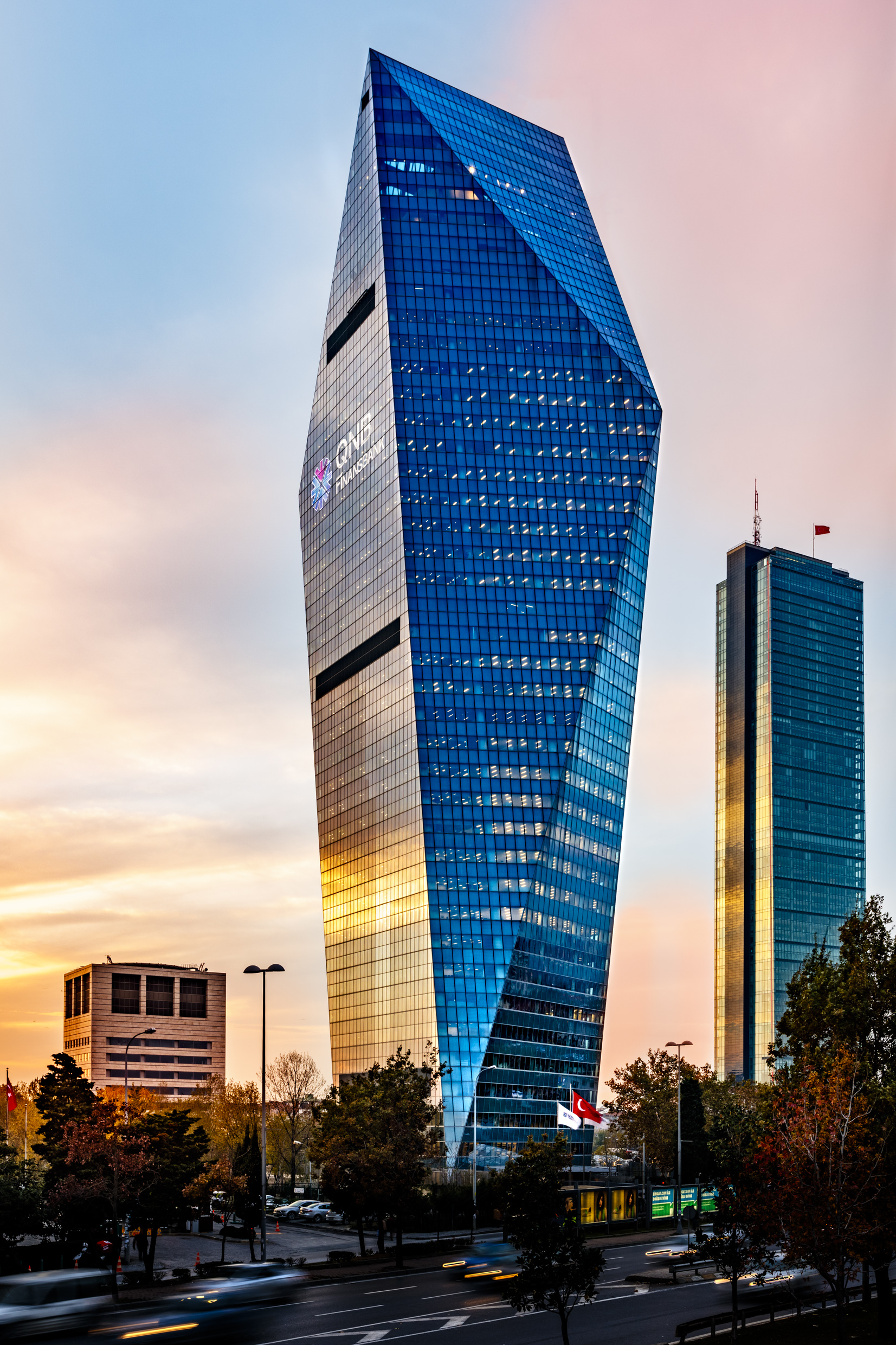
Il grattacielo QNB Finansbank (Soyak Crystal Tower) a Levent, Istanbul.
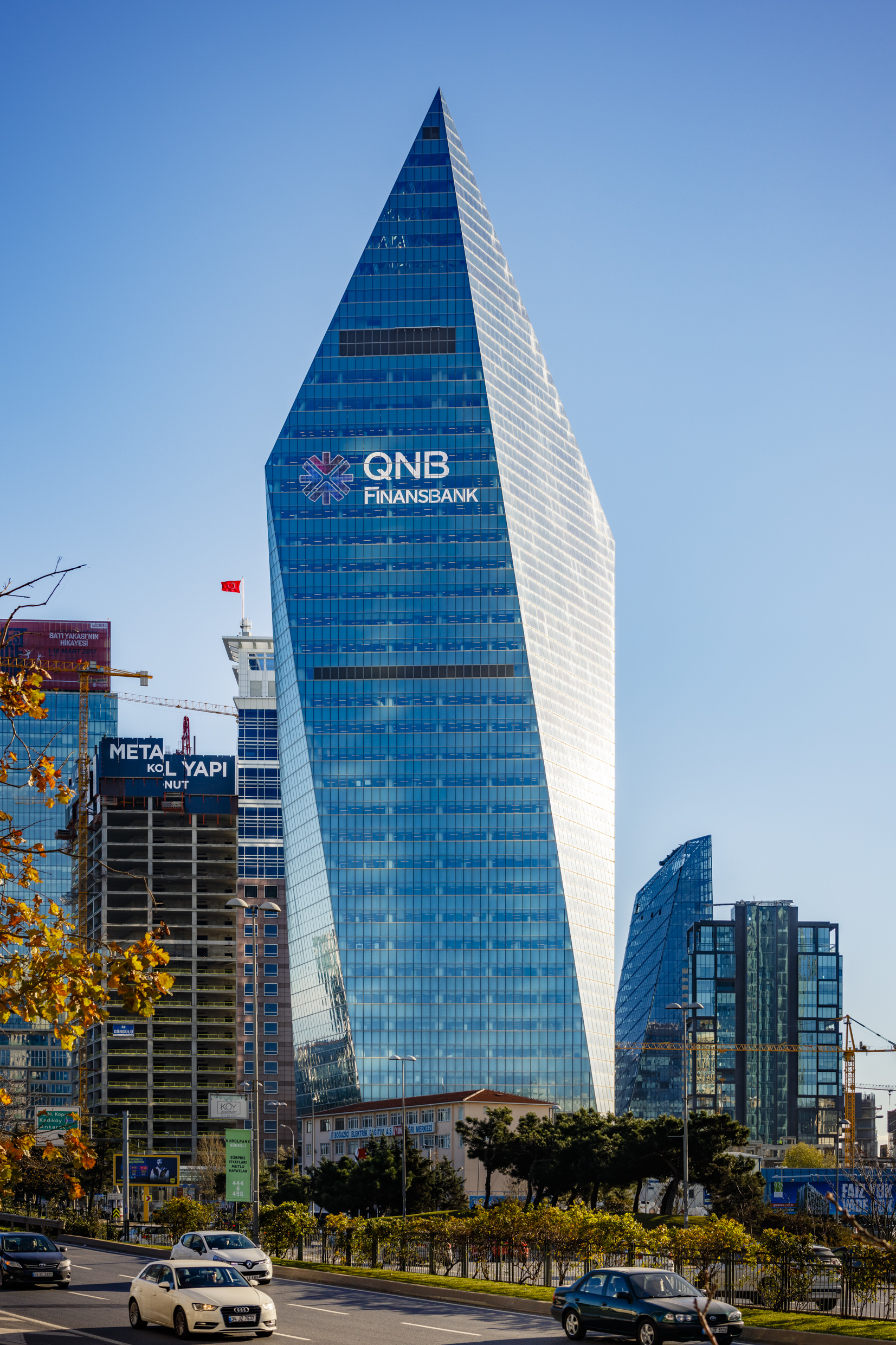
Il grattacielo QNB Finansbank (Soyak Crystal Tower) a Levent, Istanbul.
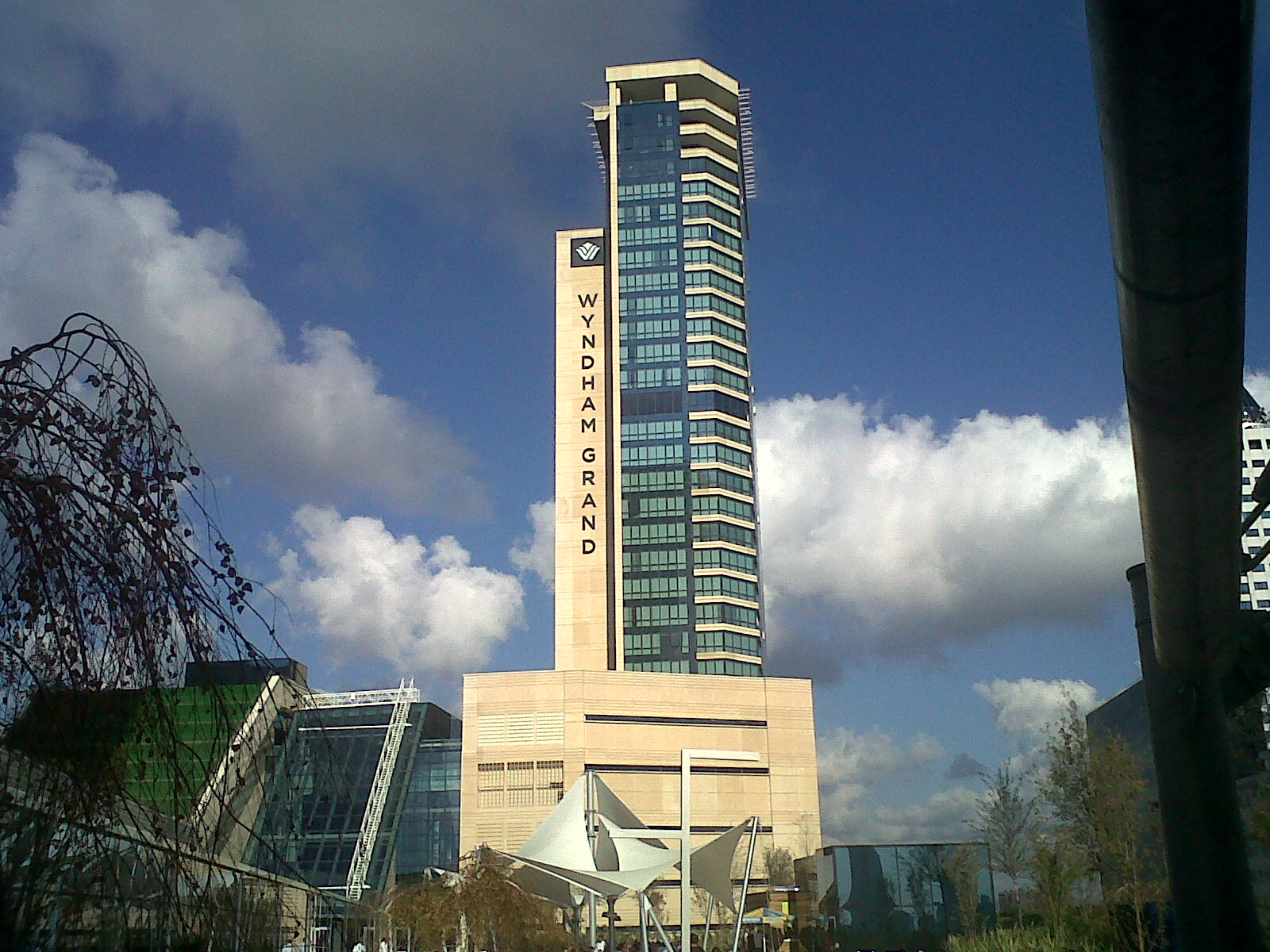
Wyndham Grand Hotel a Levent, Istanbul.
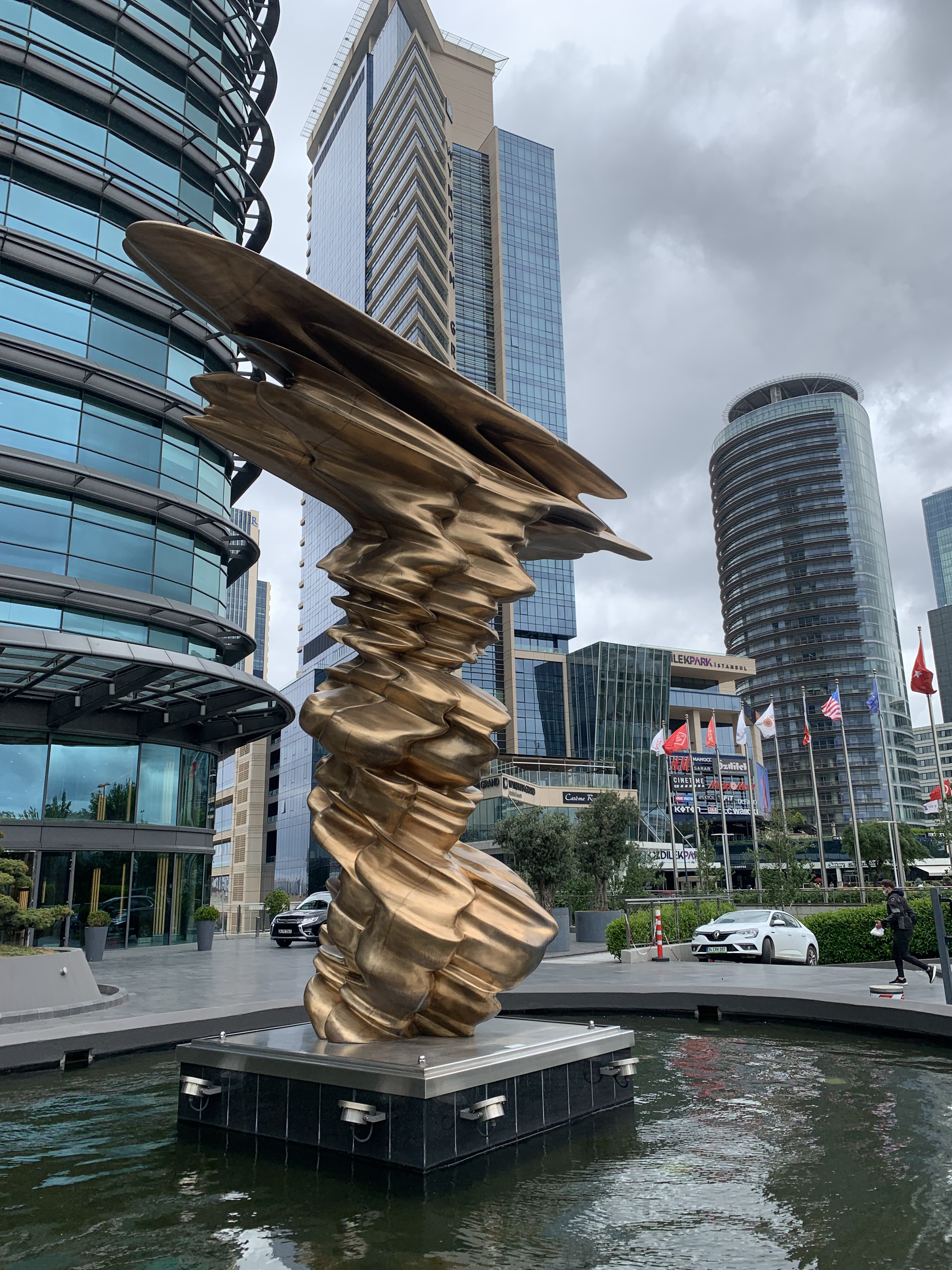
Wyndham Grand Hotel, Özdilek Park e Kanyon Mall a Levent, Istanbul.
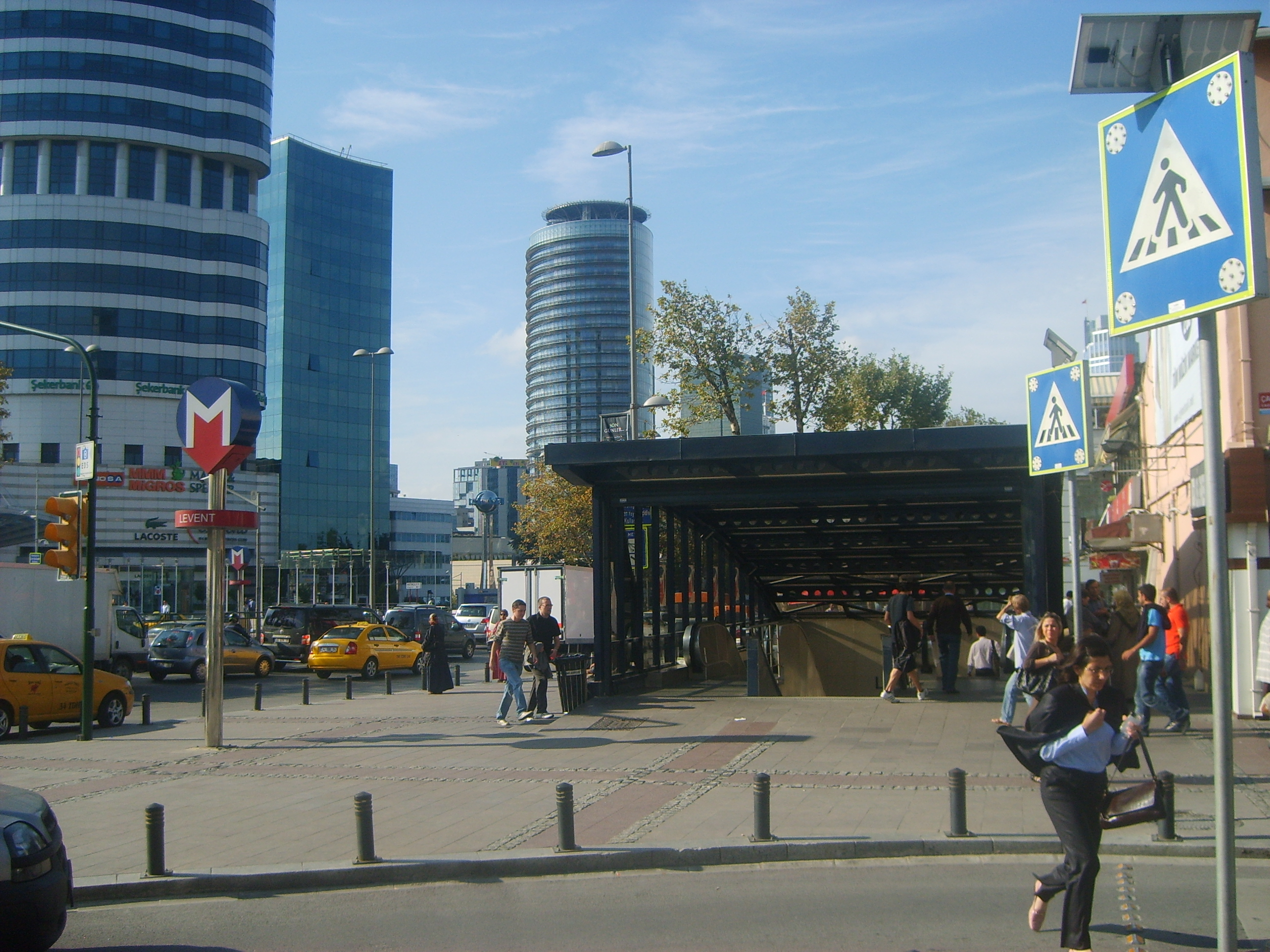
Stazione Levent della metropolitana di Istanbul.
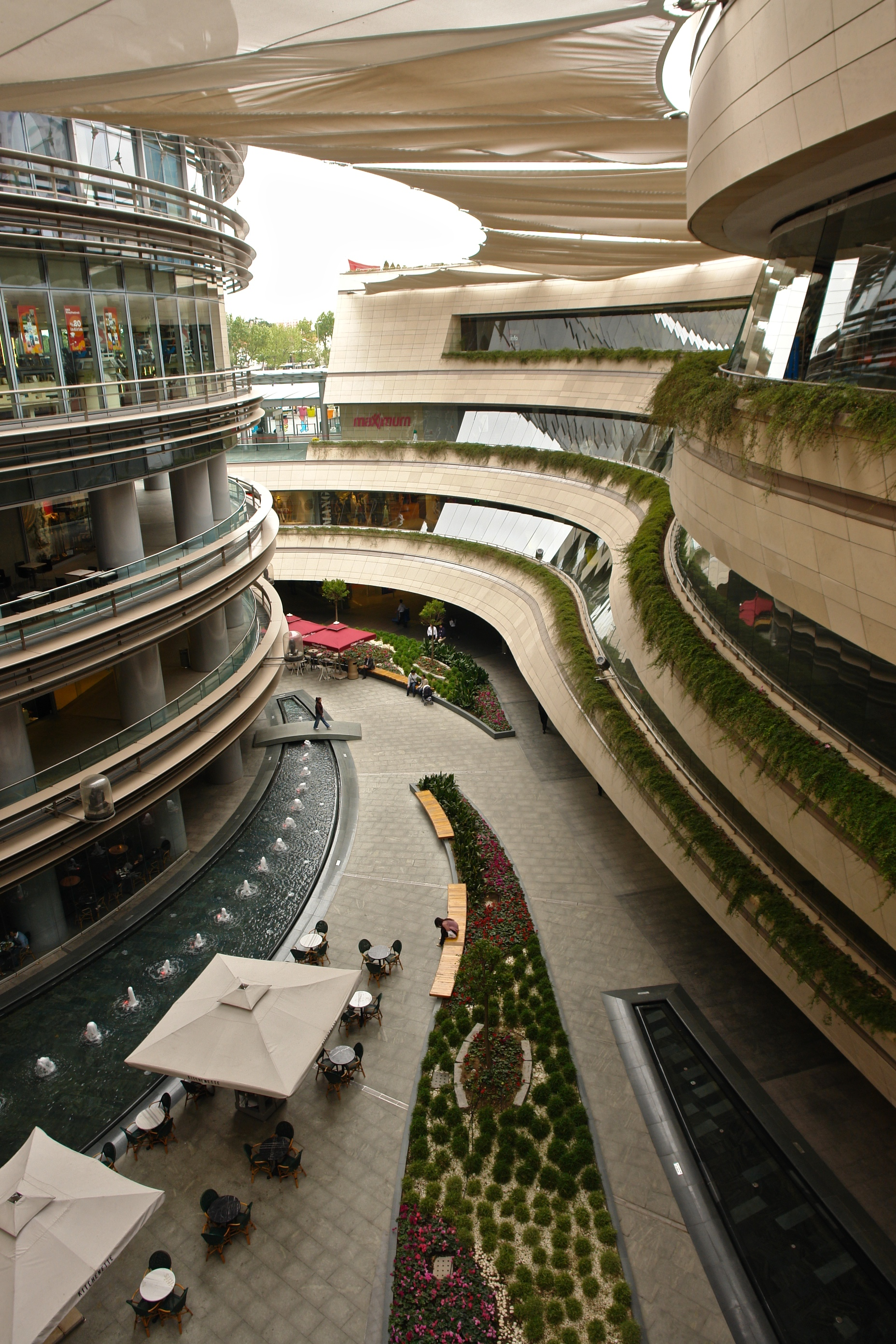
Centro commerciale Kanyon a Levent, Istanbul.
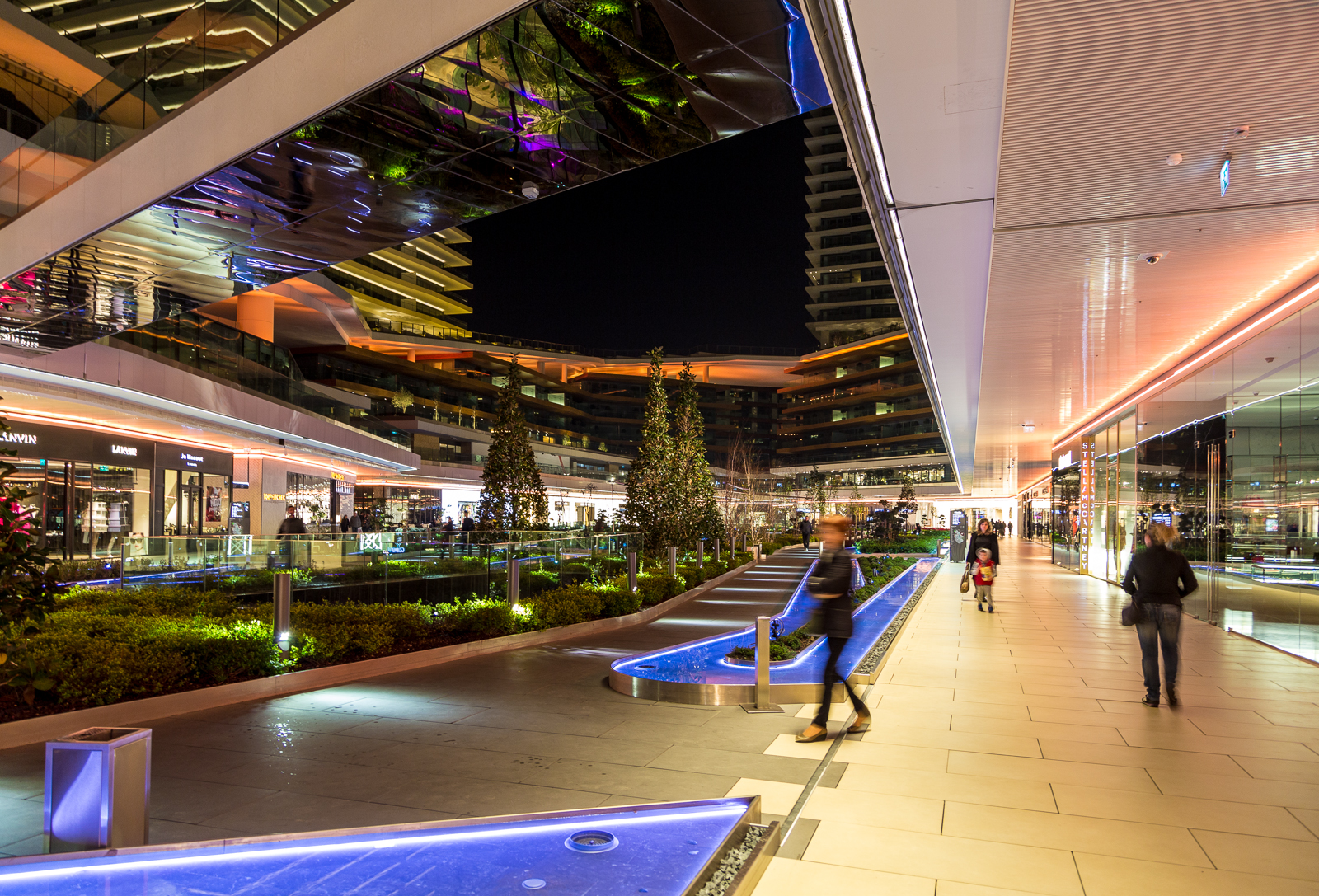
Centro commerciale Zorlu Center a Levent, Istanbul.
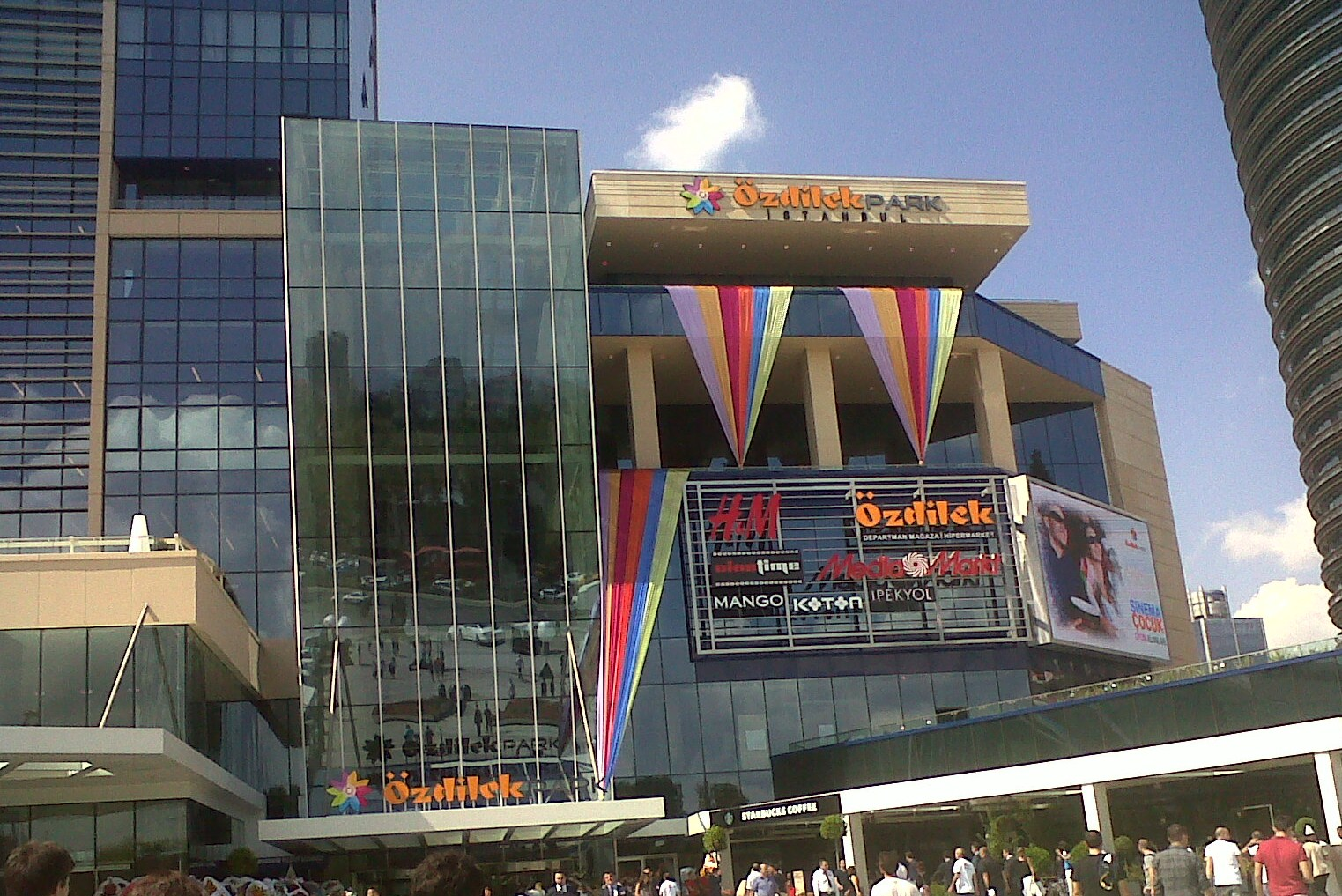
Centro commerciale Özdilek Park a Levent, Istanbul.
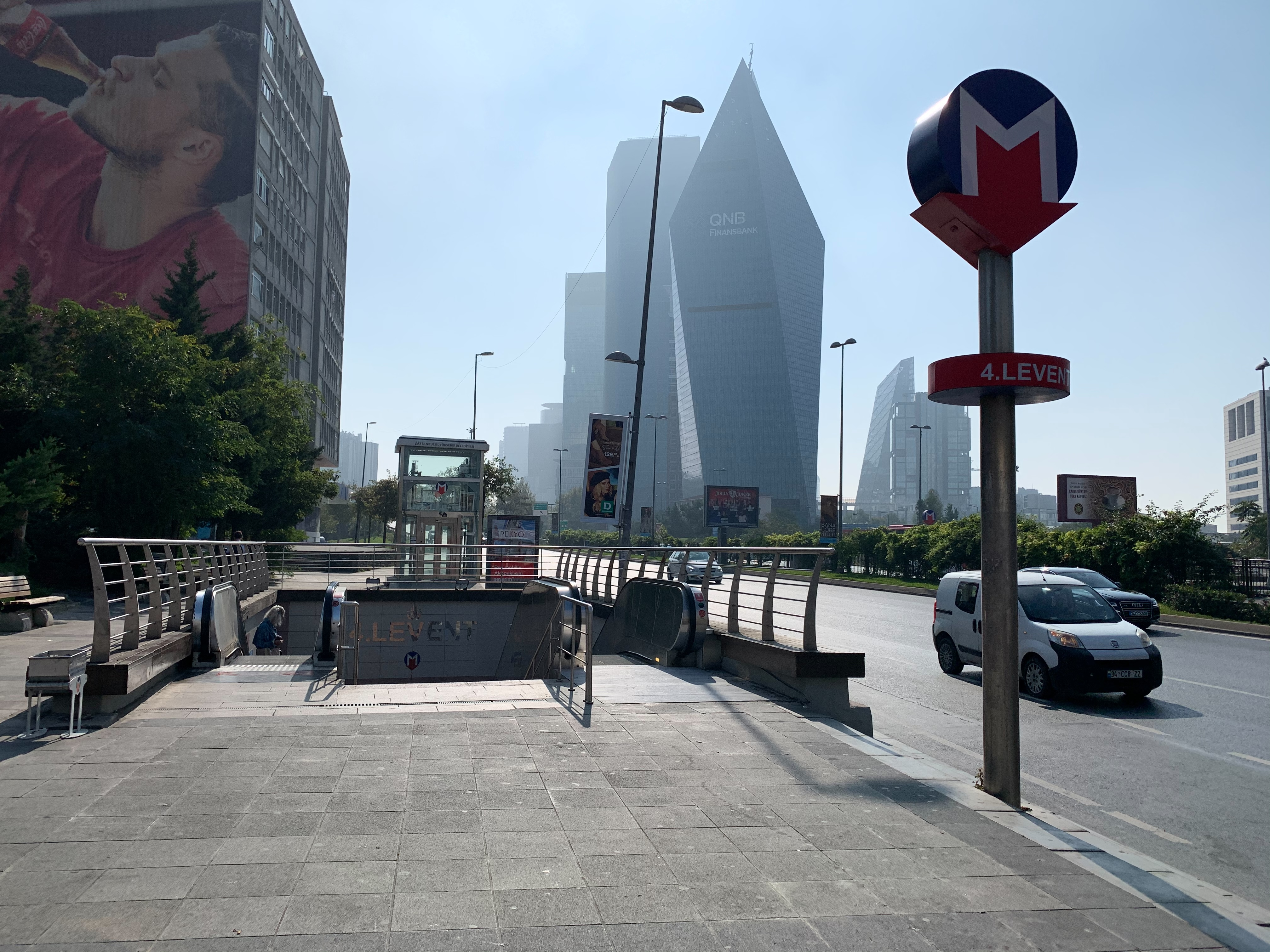
Stazione 4. Levent della metropolitana di Istanbul.
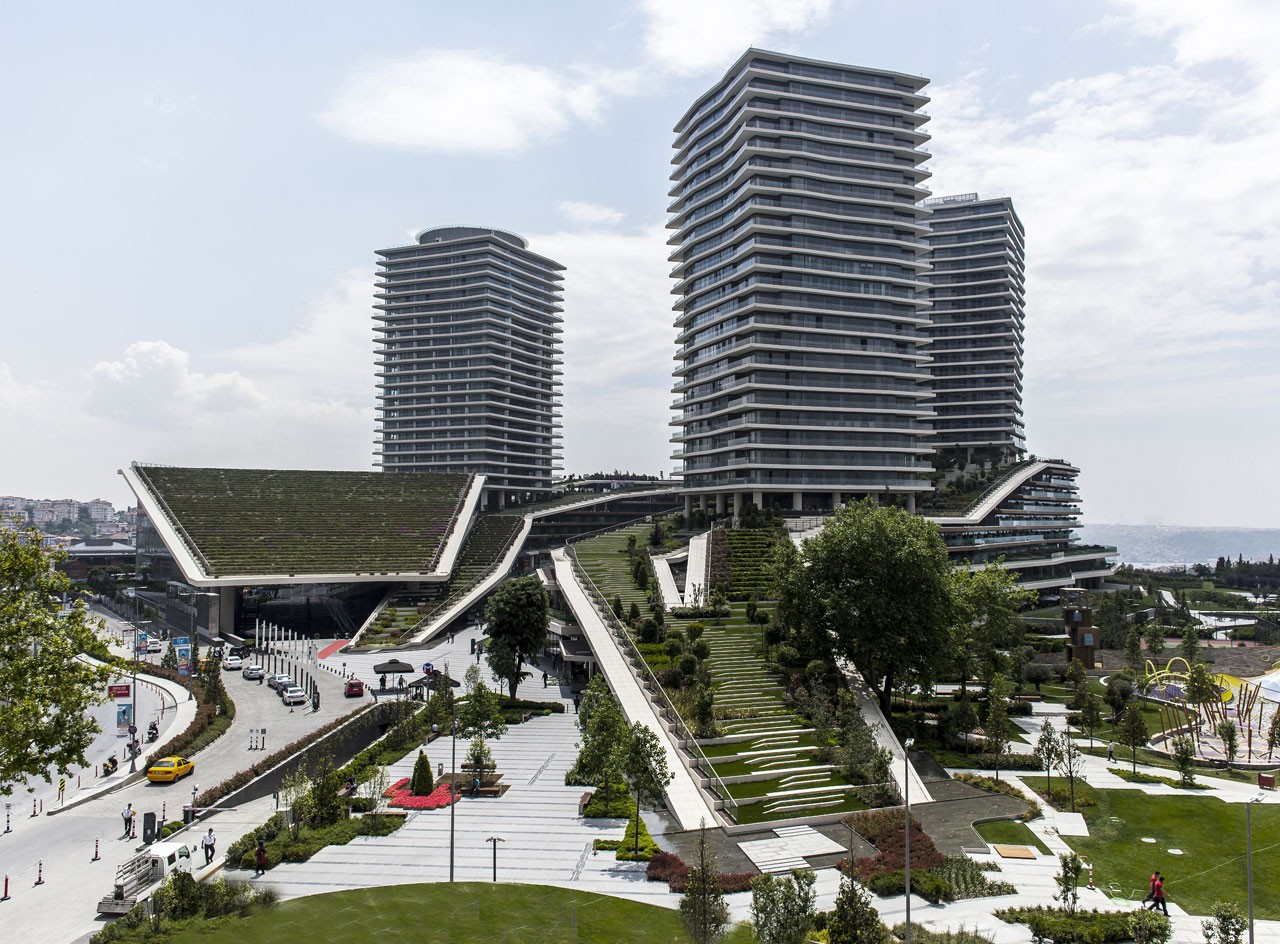
Centro commerciale Zorlu Center.
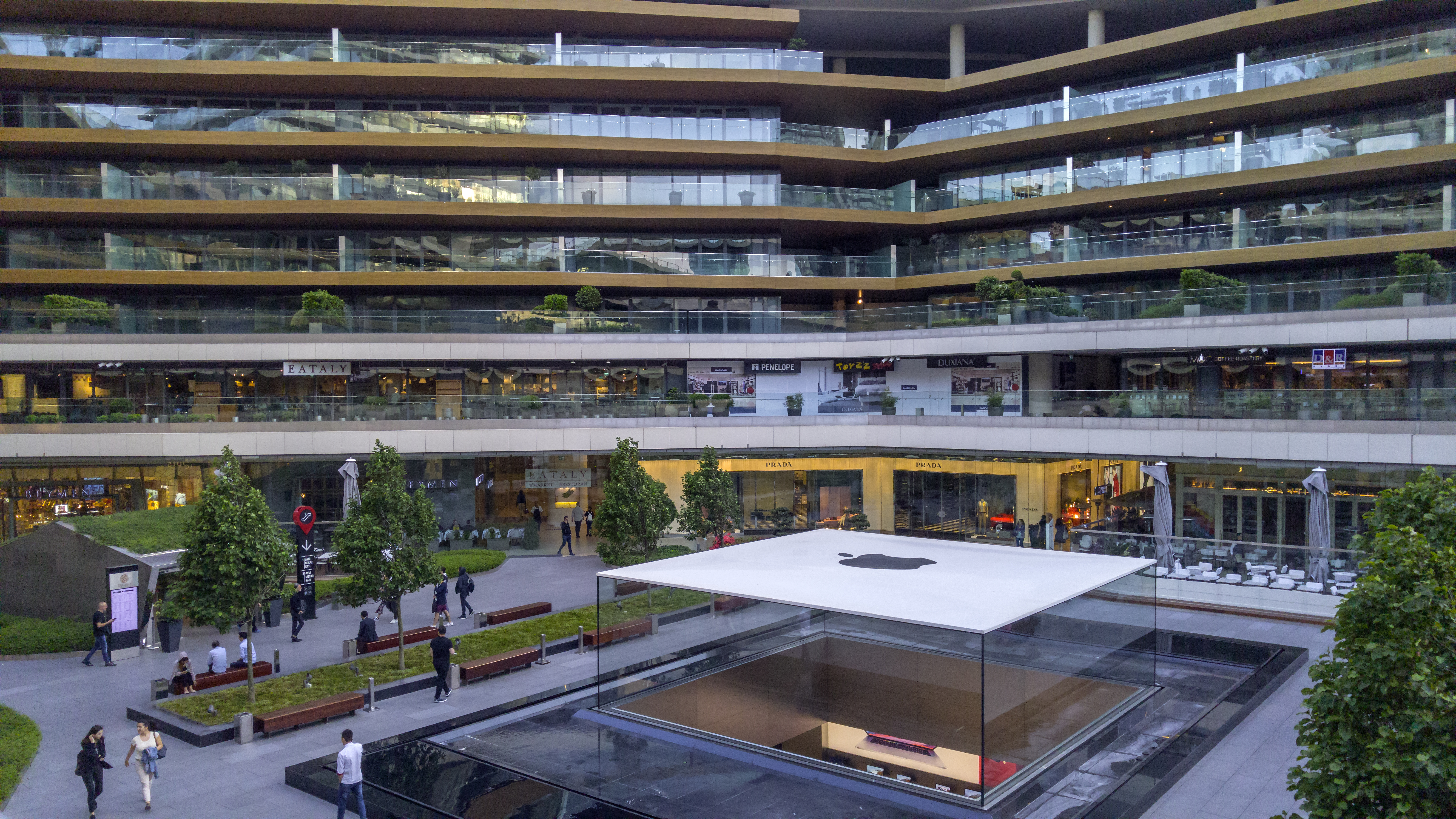
Il tetto dell'Apple Store nel centro commerciale Zorlu Center.
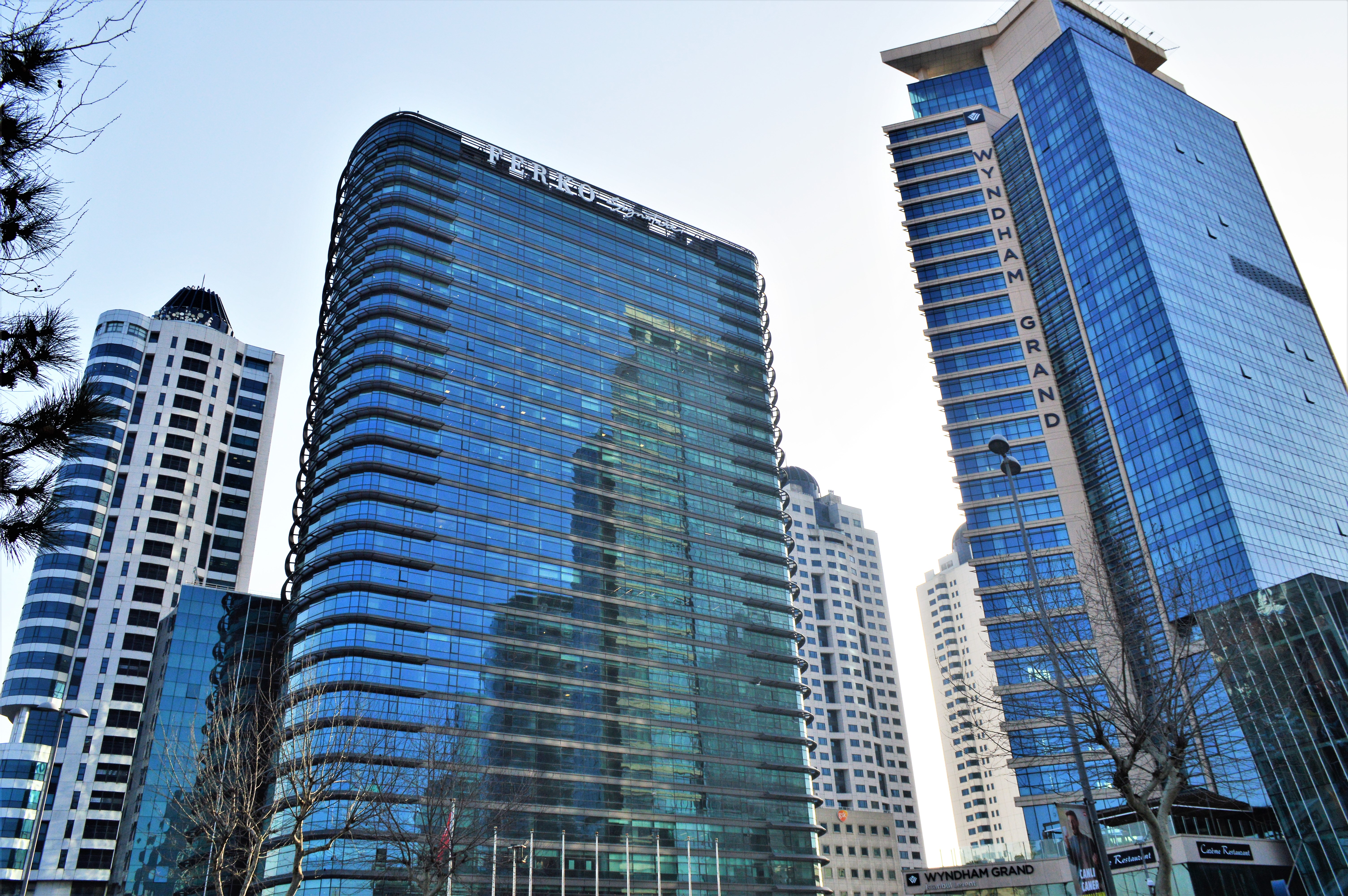
Le torri di Levent, Istanbul.
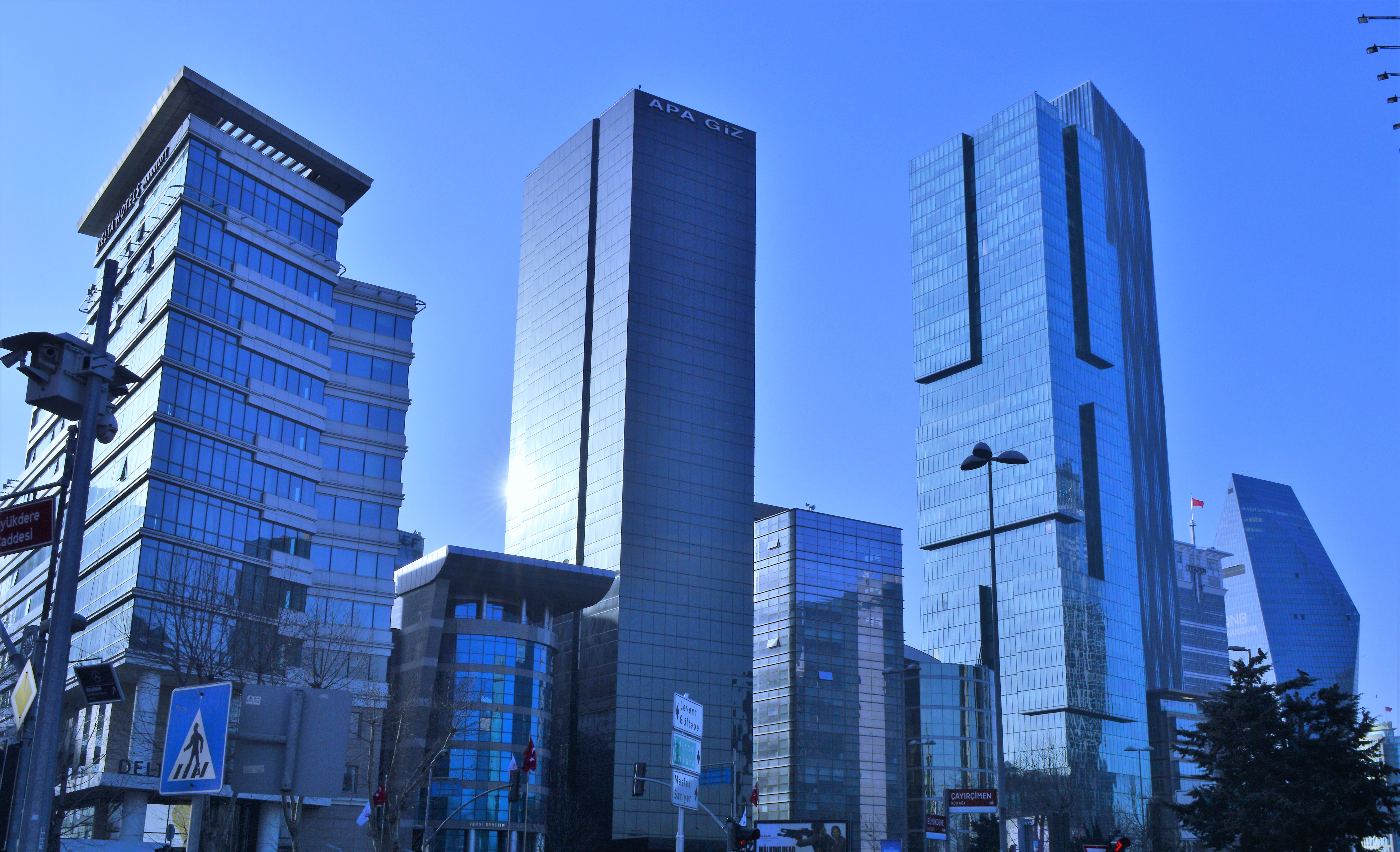
Le torri di Levent, Istanbul.
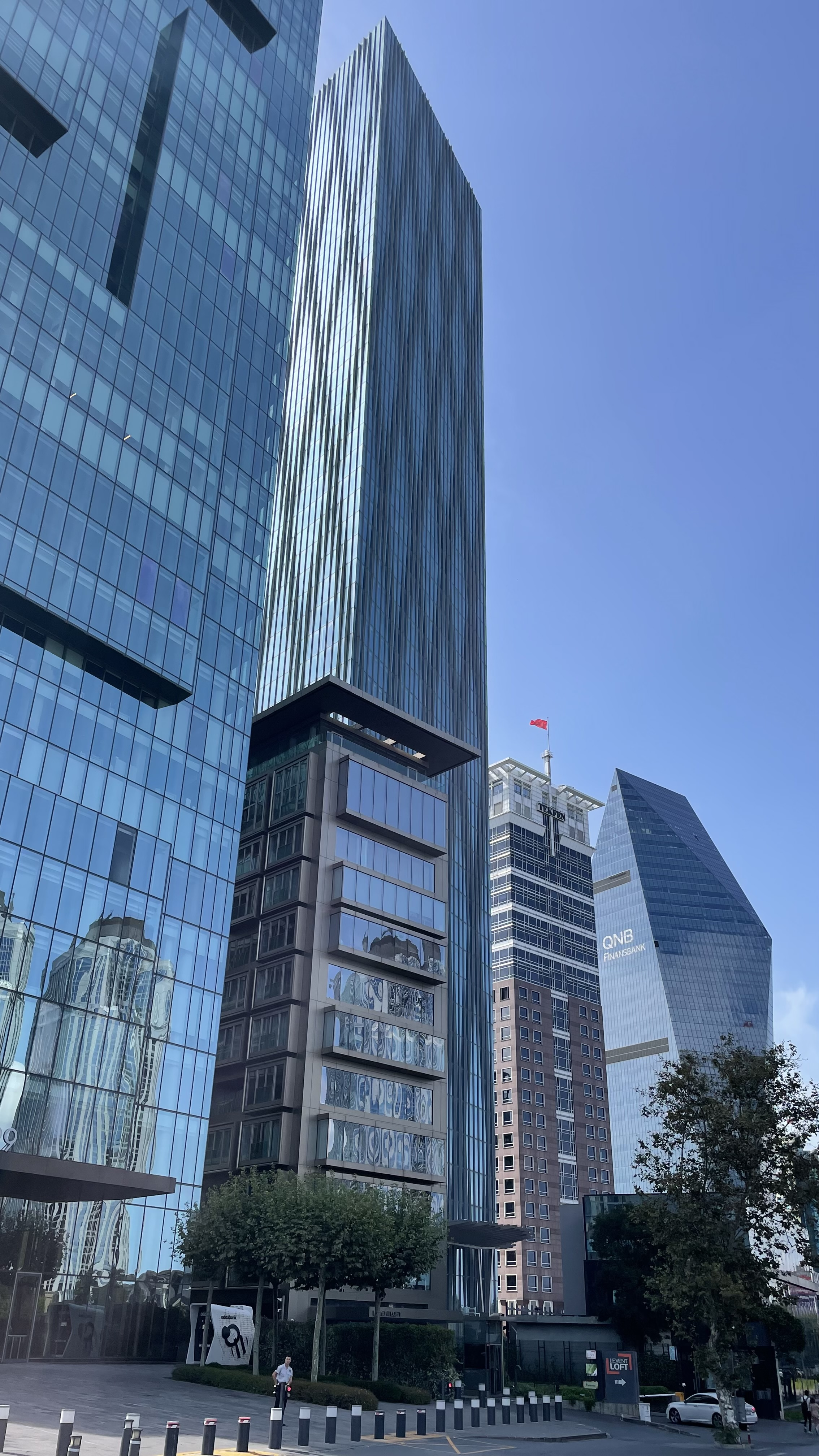
Levent 199, Istanbul Tower 205, Tekfen Tower, QNB Finansbank.
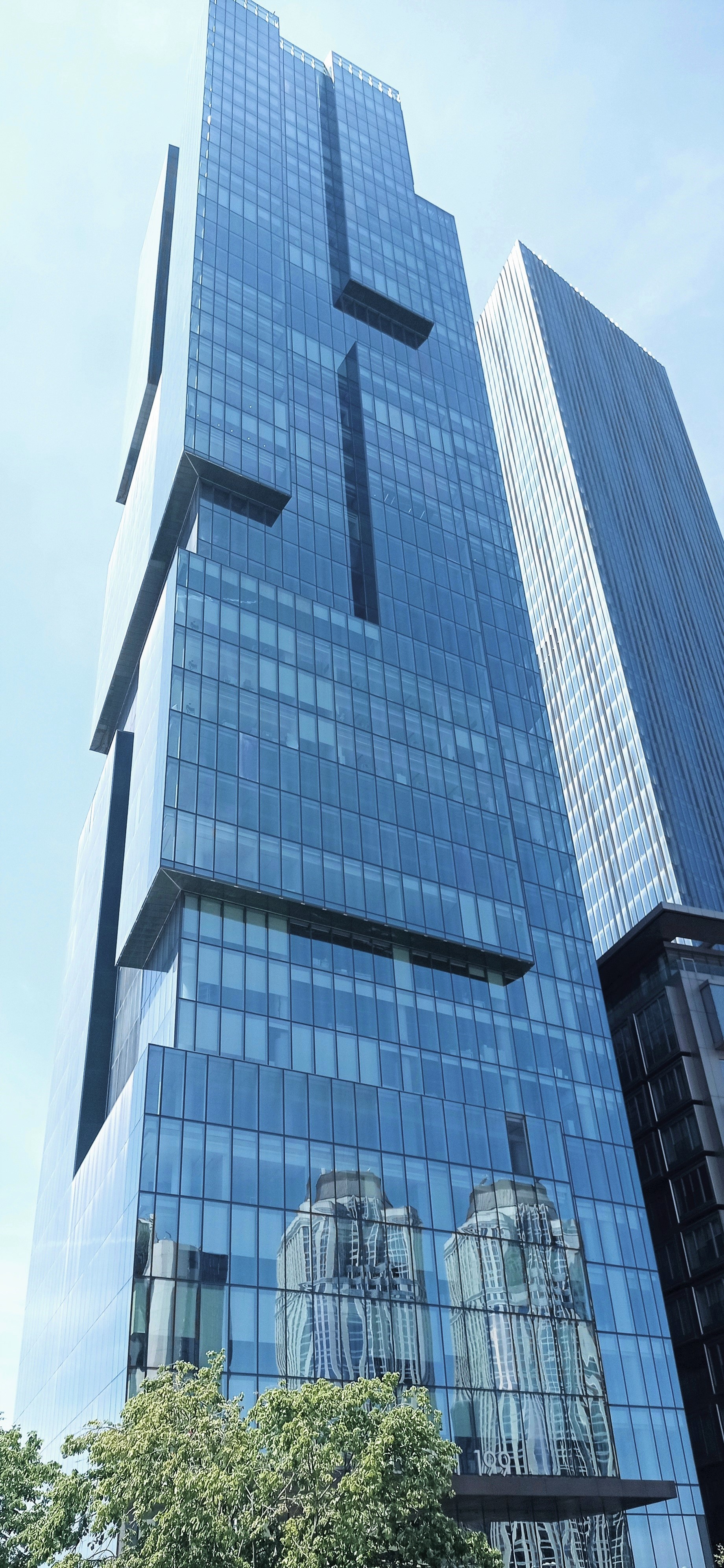
Levent 199 e Istanbul Tower 205.
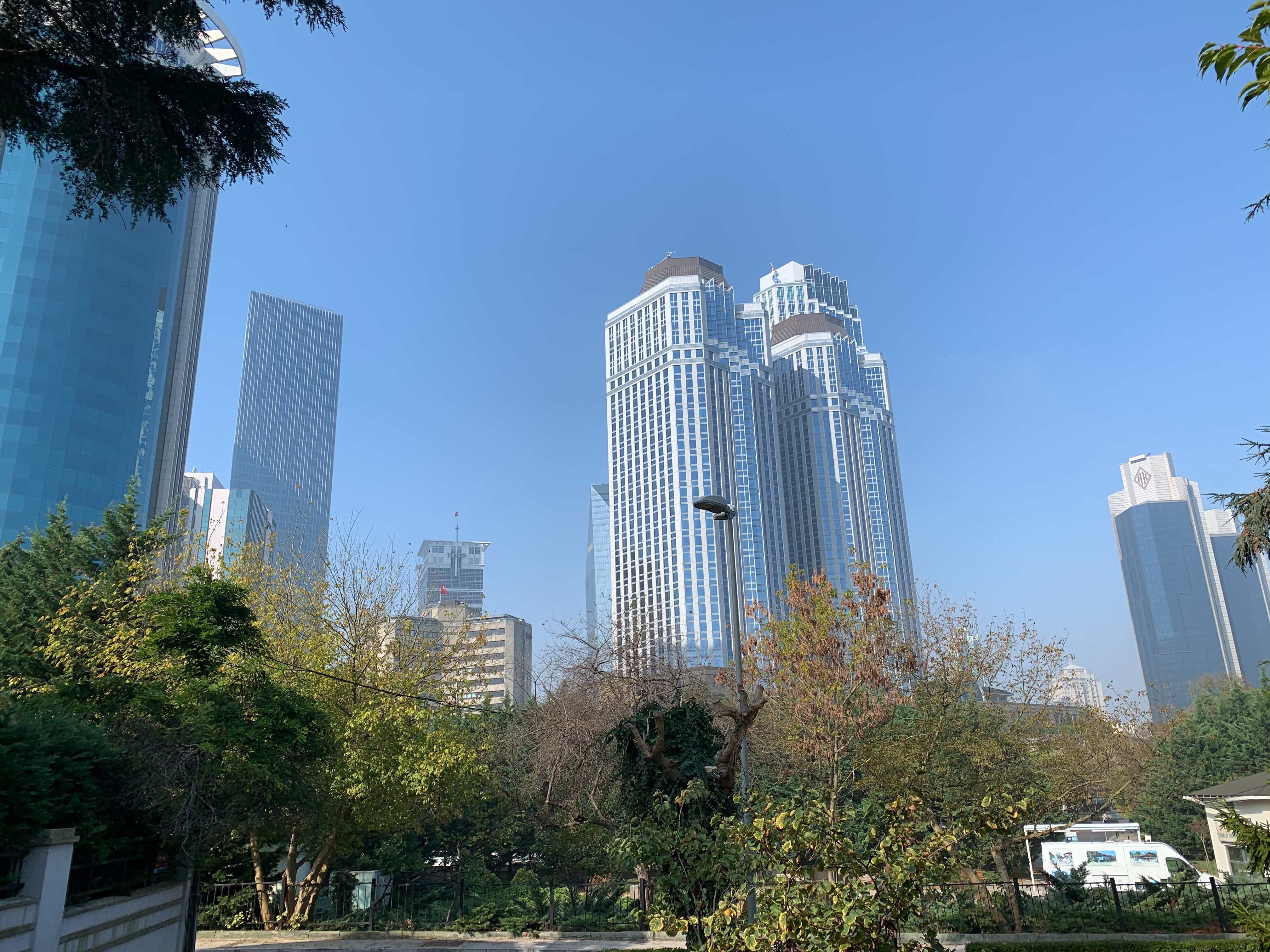
Yapı Kredi Tower, Istanbul Tower 205, Tekfen Tower, Türkiye İş Bankası e Akbank (Sabancı Center).
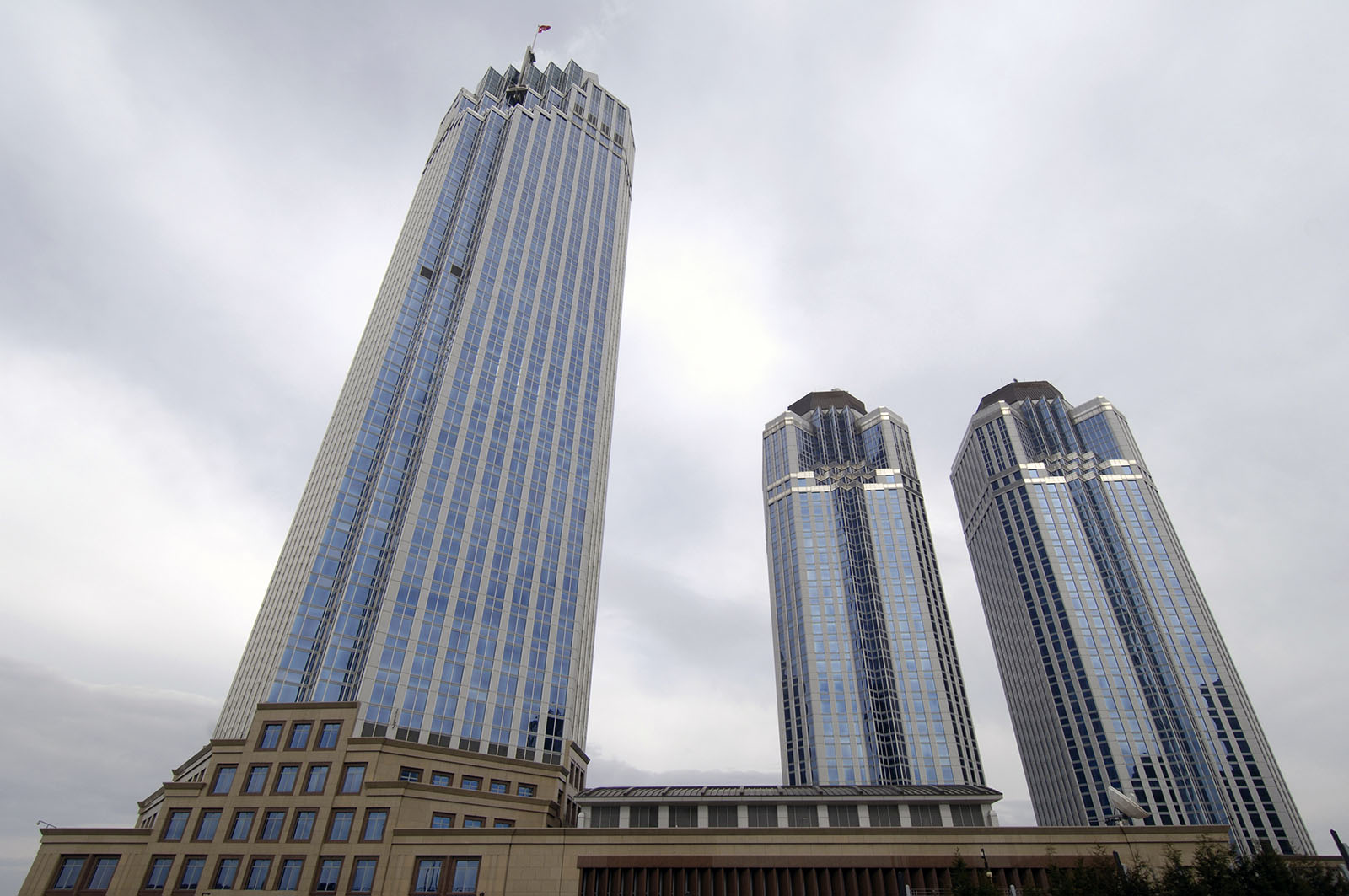
Le torri della Banca Commerciale Turca (Türkiye İş Bankası).
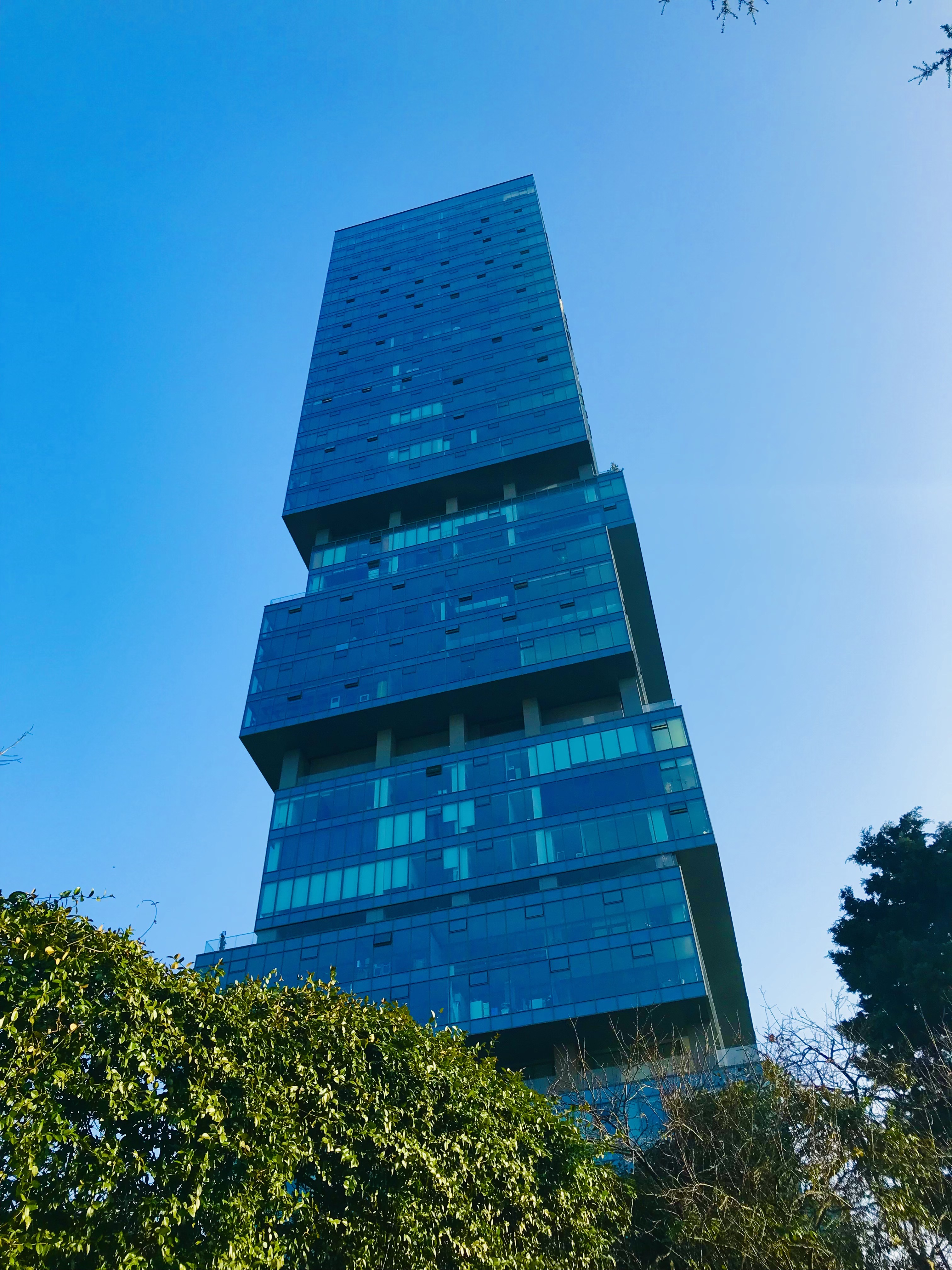
Istanbloom Residence.
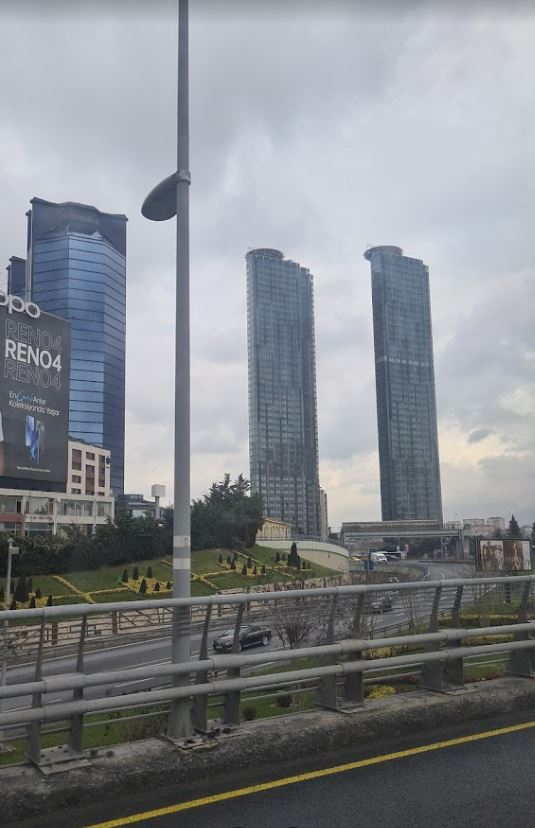
Tat Towers e Çiftçi Towers.